# Werthern (Adelsgeschlecht)

Wappen derer von Werthern

Die von Werthern sind ein thüringisches Uradelsgeschlecht aus dem Ort Werther in Thüringen, das in den Freiherren- und Grafenstand erhoben wurde. Es erscheint urkundlich erstmals 1209 mit Heroldus de Wirthere und beginnt die Stammreihe mit dem 1396 gestorbenen Friedrich von Werthern. Die gräfliche Linie ist erloschen.

## Geschichte
Der Legende nach soll ein Geschlecht Werther(n) im Jahre 773 erstmals erschienen sein, als Illibrandus, ein vornehmer langobardischer Herzog, „in der blutigen Schlacht, darinnen die Francken unter Anführung ihres Königs Caroli über die Longobarden gesiegt, von besagten Francken, welche auch darauf das Longobardische Reich vollends gantz zerstöhret, gleich vielen andern erschlagen.“
Nach Paulus Götz soll das ursprüngliche Geschlecht der Herren von Werther(n) vom frühmittelalterlichen thüringischen König Berthachar (Bertharii) in gerader Manneslinie abstammen. Der erste Herr zu Werthern war Odobaldus (Adobald), der 801 oder 802 von Karl dem Großen wegen langjähriger heldenhafter, kluger und treuer Kriegsdienste eine unfern vom Harz und der Stadt Nordhausen in Thüringen gelegene Herrschaft namens Werther erhielt. 1086 wurde Hermann von Werthern, ein geborener Graf von Orlien, Sohn einer Gräfin von Elsass, der die einzige Erbin derer von Werthern ehelichte und damit auch deren Besitzungen und den Namen übernahm, von Kaiser Heinrich IV. zum Reichs-Erbkammertürhüter ernannt. Zu diesem Anlass wurde auch sein Wappen erweitert. In dieser erblichen (durch die Kaiser zu bestätigenden) Funktion hatten die Grafen von Werthern bis zum Ende des Heiligen Römischen Reiches Deutscher Nation 1806 für einen ordnungsgemäßen Ablauf der geheimen Kaiserwahlen in Frankfurt am Main zu sorgen.

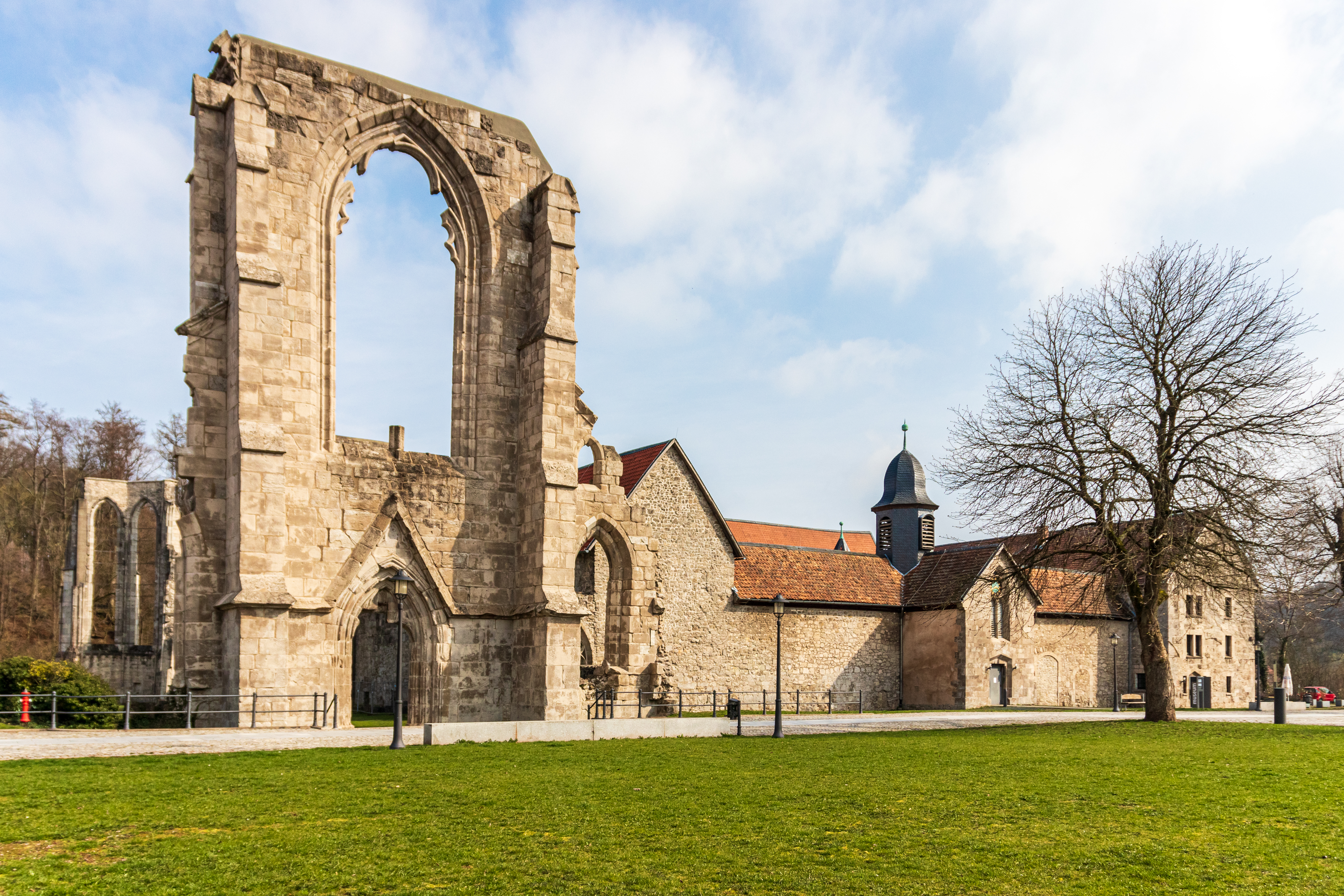
Kloster Walkenried, im 15. Jh. Familien-Grablege

In den nächsten Jahrhunderten sollen „ausnahmslos alle Wertherns“ während der Kreuzzüge ins gelobte Land gezogen (und dort auch meist gefallen) sein, sie stellten jedenfalls einen Tempelherren und später einen Deutsch-Ordens-Ritter. Mit Erwerb der Rechte für Kölleda von Graf Adam von Beichlingen 1519 wurden die Werthern Herren der späteren Stadt, welche das Familienwappen als Stadtwappen übernahm. Gleichzeitig erwarben sie das Schultheißenamt in Kölleda. Mitglieder der Familie wurden auch Patrizier in der Stadt Nordhausen, nahe ihrem Stammsitz, wo sie etliche Bürgermeister und Ratsherren stellten. Aus dieser zeugen die noch heute erhaltenen Epitaphien in der dortigen Cyriaci-Kapelle. Mittelalterliche Gräber der Wertherns befinden sich auch im Kloster Walkenried, wo im 15. Jh. im Ossteil des Chors der Klosterkirche eine Familiengrabkapelle eingerichtet wurde.

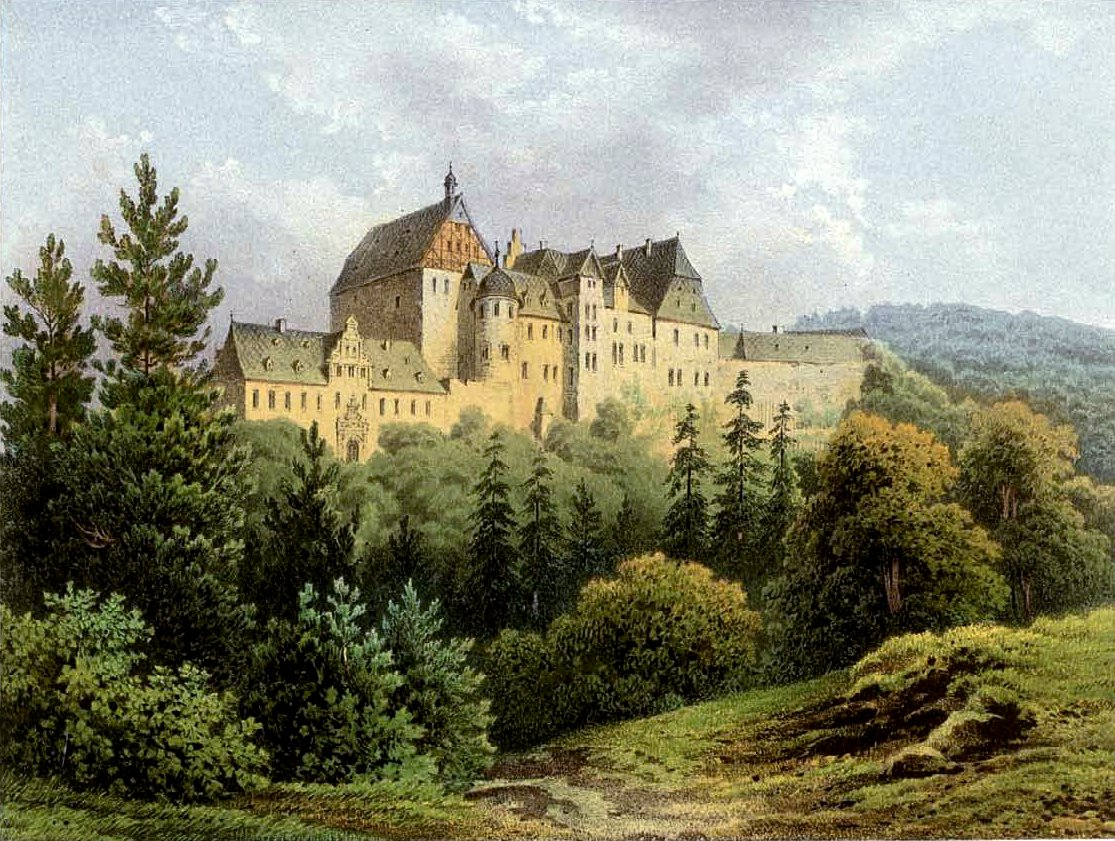
1519 erwarben die Werthern Grafschaft und Burg Beichlingen. Motiv um 1860/61 nach der Sammlung von Alexander Duncker

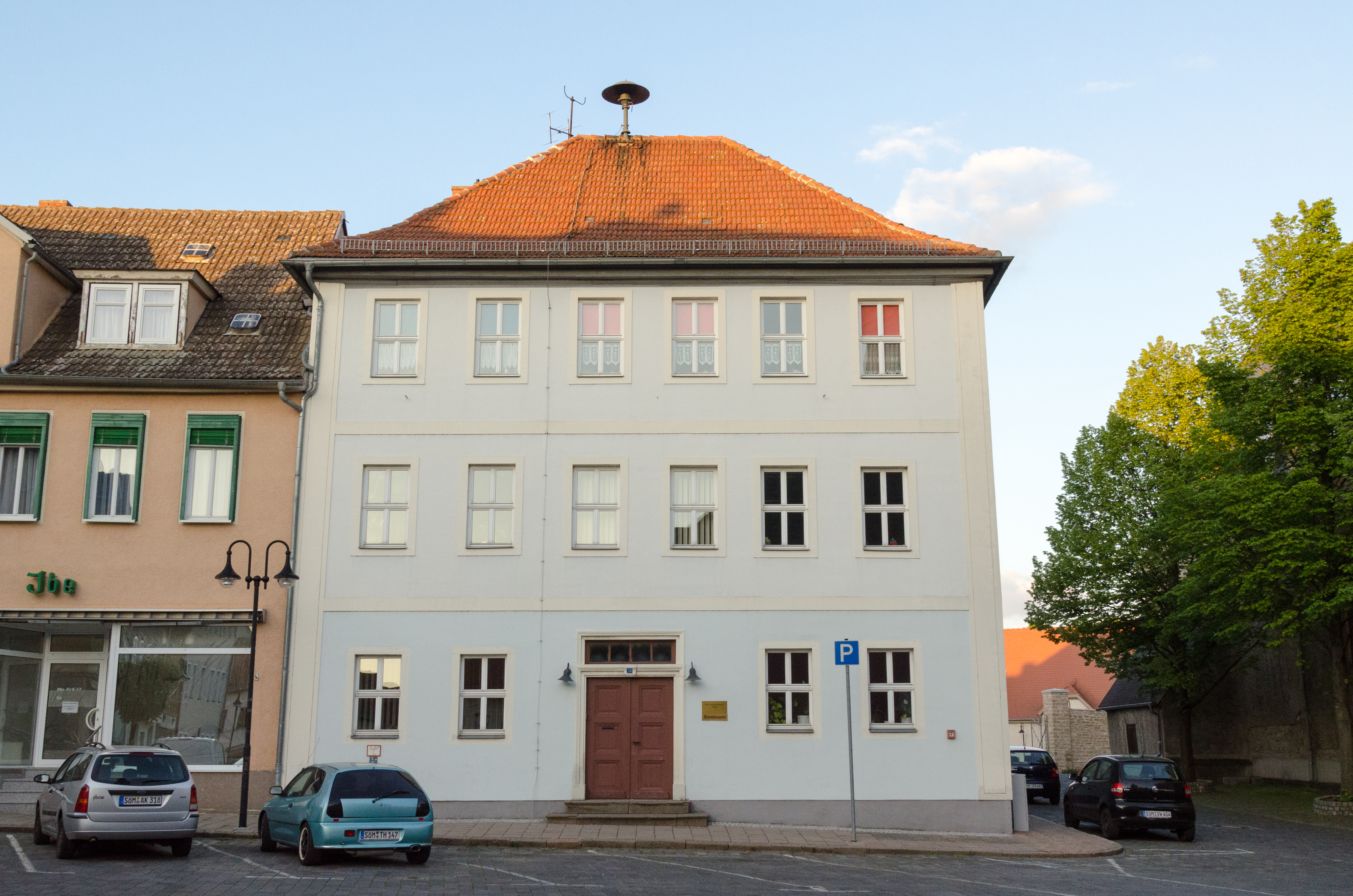
Altes Amtshaus, Verwaltungssitz 1621–1945

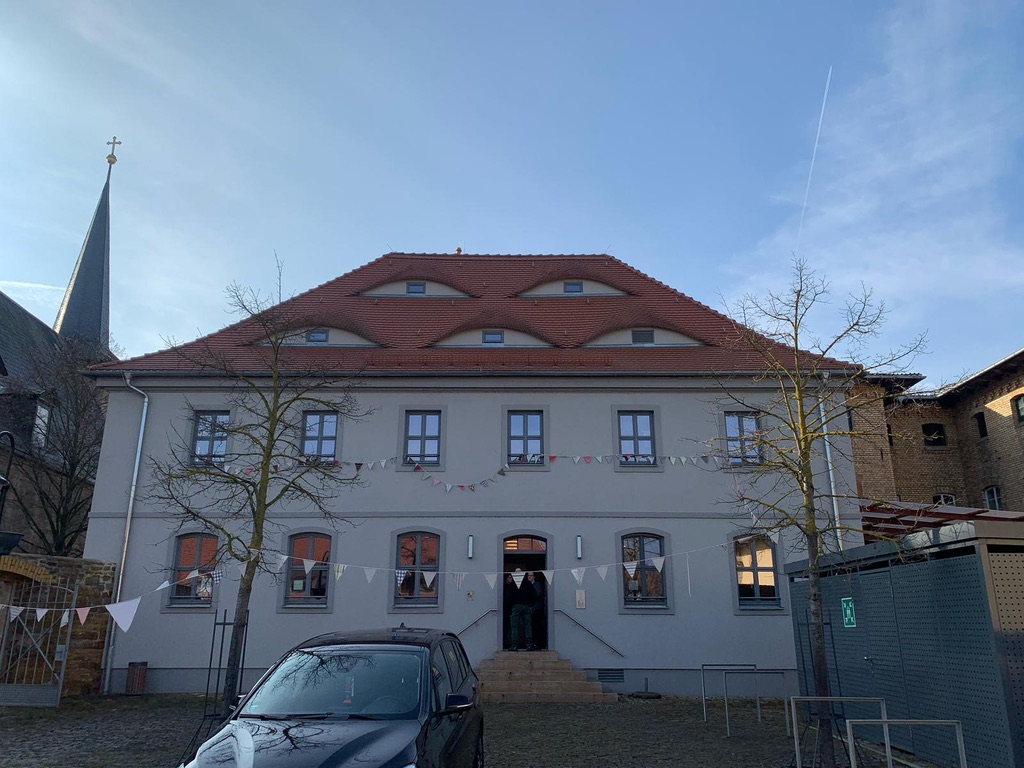
Gutshaus Kölleda, Gutsverwaltung 1621–1945

Dietrich von Werthern kaufte 1452 von Graf Heinrich von Schwarzburg die Herrschaft Wiehe mit Burg Wiehe und Gut Lossa sowie der damit verbundenen Schutzherrschaft über das Kloster Donndorf. Von 1452 waren sie somit Vögte und seit 1540 Administratoren des Klosters Donndorf und ebenso der später eingerichteten Klosterschule Donndorf. Dietrichs Sohn Hans von Werthern (1443–1533), Geheimer Rat der Herzöge von Sachsen und des Grafen zu Stolberg sowie „Statthalter von Thüringen“, erwarb 1498 die Herrschaft Brücken (Helme), 1505 das Gut Frohndorf mit Großneuhausen und Bachra. 1501 werden er und Antonius von Werthern mit den Gütern in Brücken, den wüsten Dörfern Stedten und Jahrfeld sowie drei Kirchenlehn belehnt. Im Jahr 1519 kaufte besagter Hans von Werthern vom Grafen Adam von Beichlingen die Burg Beichlingen und den größten Teil der Grafschaft Beichlingen mit umfangreichem Waldbesitz auf der Hohen Schrecke sowie 1528 das Dorf Leubingen. 1521 kauft Hans von Werthern das halbe Rittergut Werningerode, welches schon ab 1450 zur Hälfte im Besitz der Familie war. Er erweiterte damit den Grundbesitz seines Geschlechts erheblich und wurde zum Stammvater der Hauptlinien Beichlingen, Brücken und Wiehe. Die ältere Linie Beichlingen zerfiel später in die Häuser Beichlingen-Großneuhausen-Eythra sowie Frohndorf-Kölleda. 1539–1546 war der Gelehrte Georg Fabricius als Hauslehrer für Wolfgang von Werthern (1519–1583) und dessen beide jüngere Brüder tätig.
1617 teilte Hans von Werthern (1555–1633) den Gesamtbesitz unter seine drei Söhne und begründete damit die Linien Beichlingen, Brücken und Wiehe, die sich später in mehrere Zweige aufspalteten. An die Linie Brücken fielen damals der älteste Familienbesitz um Großwerther und Kleinwerther sowie die Güter Brücken, Esperstedt, Berga, Werningerode, Großwechsungen, Haferungen und das Burglehn Klettenberg.
Mehrere Mitglieder der Familie schlugen die ihnen angetragene Reichsgrafenwürde aus, so u. a. 1509 Freiherr Johann von Werthern. Der kursächsische Gesandte und Kanzler Georg von Werthern-Beichlingen (1663–1721) wurde schließlich 1702 in den Reichsgrafenstand erhoben. Er ließ 1708–11 das Barockschloss in Großneuhausen erbauen, das bis zur Rückkehr der Familie auf die Burg Beichlingen im 19. Jahrhundert Hauptwohnsitz blieb, 1945 ebenfalls enteignet und 1948 abgerissen wurde.
Nach dem Erlöschen der reichsgräflichen Linie mit Jacob Friedemann von Werthern (1739–1806) im Jahr 1806 fiel die vormalige Grafschaft an Freiherrn Ottobald von Werthern auf Frohndorf und Kölleda (1794–1878), der 1840 zum preußischen Grafen und Herrn von Werthern-Beichlingen (in Primogenitur, mit dem Titel Freiherr für die jüngeren Söhne) erhoben wurde.
Die Werthern brachten eine Vielzahl bedeutender Persönlichkeiten im Staatsdienst und hohe Offiziere hervor, einige wurden Minister in sächsischen und preußischen Diensten. Goethe war 1781 mit Herzog Carl August in Neunheilingen zu Besuch, wo er die dortige Gräfin Johanna („Jeannette“) von Werthern verehrte, eine hochgebildete Dame; er verewigte seinen Besuch in „Wilhelm Meisters Lehrjahre“. Ferner besuchte er die Familie Werthern in Eythra, Großneuhausen und Frohndorf.
Nach der Familie von Werthern wurden eine Straße im fränkischen Dörfles-Esbach und im Jahr 2007 ein Platz im nordthüringischen Bachra benannt. Letzter wurde anlässlich der 850-Jahr-Feier der urkundlichen Ersterwähnung Bachras 1157 eingeweiht und laut Inschrift dem Andenken an die 1945 enteignete und vertriebene Familie von Werthern gewidmet.

## Familienarchive

### Herrschaftsarchiv Beichlingen
Das Archiv der Herrschaft Beichlingen, ab 1514 der Herrschaft und späteren Grafschaft Werthern-Beichlingen umfasst in einer zeitlichen Spanne von 1266–1945 das dokumentarische Erbe der Familie von Werthern. Auf 106,5 Laufmetern (lfm), von denen 37,1 lfm noch nicht erschlossen sind, beinhaltet es Urkunden von 1266–1786 sowie das Herrschafts-, Guts- und Familienarchiv aus dem Zeitraum 15. Jh. bis 1945. Darin enthalten sind u. a. Inventare und Bibliothekskataloge (1626–19. Jh.), Kirchen- und Schuldokumente von Orten der werthernschen Besitzungen, Straf- und Zivilprozesse aus der Zeit der Gerichtsbarkeit, ebenso wie die familiengeschichtlichen Sammlungen mit Familienstiftungen, Testamenten, Familienverträgen, Briefwechseln und persönlichen Nachlässen.
Eine Besonderheit stellt dabei der Nachlass des preußischen Gesandten Graf Georg von Werthern-B., mit Berichten vom Bayerischen Hof, und den Korrespondenzen mit Otto von Bismarck, Chlodwig zu Hohenlohe-Schillingsfürst und Philipp zu Eulenburg u. a. verbunden mit der Autografensammlung des Grafen aus der Zeit von 1524 bis 1897 dar.
Das Gutsarchiv des Zweiges zu Großneuhausen wurde 1944 nach einem Erbfall teilweise nach Beichlingen überführt und ist heute Teil des Bestandes. Nach der entschädigungslosen Enteignung 1945 erfolgte die Überführung des Archivs in das Landesarchiv Magdeburg. Hier erfolgte die Sicherung und ab 1995 die öffentliche Nutzungsmöglichkeit am Standort Wernigerode.

### Gutsarchive Donndorf und Klein-Werther
Aus der Zeit der Verwaltung des Klosters durch einen Administrator aus der Linie der Freiherren von Werthern-Wiehe, seit 1869 aus der Linie von Werthern-Bachra haben sich geringe Reste (ca. 0,02 lfm) eines Gutsarchivs erhalten.
Von dem Gutsarchiv des Stammsitzes Klein-Werther sind auf 0,2 lfm noch Urkunden und Stammtafeln aus der Zeit von 1490 bis 1783 erhalten.

## Historische Stätten

### Besitzungen
Die Familie hatte bis zu den entschädigungslosen Enteignungen durch die Bodenreform in der Sowjetischen Besatzungszone 1945–1949 u. a. die Schlösser und Güter in Beichlingen mit Großneuhausen und Kölleda, Leubingen, Stödten, Schönstedt und Frohndorf, in Wiehe mit Allerstedt, Lossa und Rothenberga sowie Bachra mit Kloster Donndorf und Brücken (Helme) in ihrem Besitz, ferner ab 1872 Schloss Hoppenrade in der Provinz Brandenburg. Von 1649 bis 1806 (mit einer Unterbrechung 1658 bis 1719) gehörten ihr das Schloss und Gut Eythra sowie das Gut Mausitz, von 1638 bis 1819 das Gut Neunheilingen, ferner Kroppen in der Oberlausitz. 1518 wurde Hans von Werthern durch den Herzog Georg II. von Sachsen mit dem Ort Kleinballhausen belehnt, in dem die Familie das Schlossgut gründete, welches bis 1720 in ihrem Besitz blieb. Durch Erwerb gelangten 1652–1661 die Güter Triestewitz, Nehmitz und Buchwalde in den Besitz von Dietrich von Werthern. Karl Aemilius von Werthern, königlich-sächsischer Kanzler (1815), ab 1822 Konferenzminister, erwarb 1817 Schloss Oberau bei Meißen. 1662 erwarb Hans von Werthern das Klostergut Kölleda, darunter den sog. „Schüttboden“, welcher bis 1945 im Familienbesitz verblieb.
Das einst prächtige „Palais Werthern“ in Dresden fiel den Zerstörungen des Siebenjährigen Krieges (1756–1763) zum Opfer. 1886 erwarb Wolff Freiherr von Werthern aus der Bachraer Linie das Schloss und Gut Esbach, das bis 1999 in Familienbesitz blieb.
Von 1450 bis 1521 hatte die Familie von Werthern die Hälfte des Zins und das Rittergutes Werningerode (heute Eichsfeldkreis) als Zubehör zum Burglehn Klettenberg in Besitz. 1521 erwarb Hans von Werthern die andere Hälfte von Christoph Altendorf und ist somit Alleineigentümer. Der nicht besonders ertragreiche Hof wurde vom 17. bis ins 19. Jahrhundert ausschließlich durch oft wechselnde Pächter betrieben. Für den umfangreichen Waldbesitz war ein Jäger, der später auch als adliger Förster bezeichnet wurde, eingestellt. 1859 verkauft die Linie Brücken das Rittergut Werningerode an den Landwirt Kühne. Das um 1800 errichtete Wohnhaus in Werningerode ist bis heute in großen Teilen erhalten. Zeitweise wurde dieses später als Königliche Försterei genutzt. Am 11. Januar 1698 wurde in der Kirche Werningerode eine am 31. Dezember 1697 auf dem „Vorwerk“ verstorbene ledige Eva Maria von Werther begraben.
Wolff Adolf Freiherr von Werthern aus dem Hause Wiehe, Schwiegersohn Georg Heinrichs von Thangel, erwarb 1673 nach dessen Ableben das Gut Denstedt bei Weimar für 25.542 Gulden. Bereits am 22. Dezember 1689 wurde die Burg samt Gut wiederum an den Kurtrierer Diplomaten Johannes Lyncker von Lützenwick für 33.000 Gulden Meißener Währung veräußert.
Im Erbgang nach Maria von Heyden-Linden, Ehefrau des Thilo von Werthern, gingen 1872 mit Schloss Hoppenrade 1.033 ha Land und 3.044 ha Forst bei Neuendorf im Löwenburger Land an den Sohn Georg. Die Familie blieb im Besitz bis zur Enteignung 1945.
Darüber hinaus gehörte bis zur entschädigungslosen Enteignung 1945 mit 4.900 ha der Hauptteil des Waldes auf der Hohen Schrecke der Familie von Werthern-Beichlingen. 600 ha hiervon wurden von allen Linien gemeinsam als Communforst verwaltet, dessen Erträge die Unterhaltung der Klosterschule Donndorf sicherten.
Das Schloss Hue de Grais in Wolkramshausen wurde 1997 an die Erbengemeinschaft der Grafen Hue de Grais zurückgegeben, deren Mitglied Manfred Werthern es übernahm und restaurieren lässt.

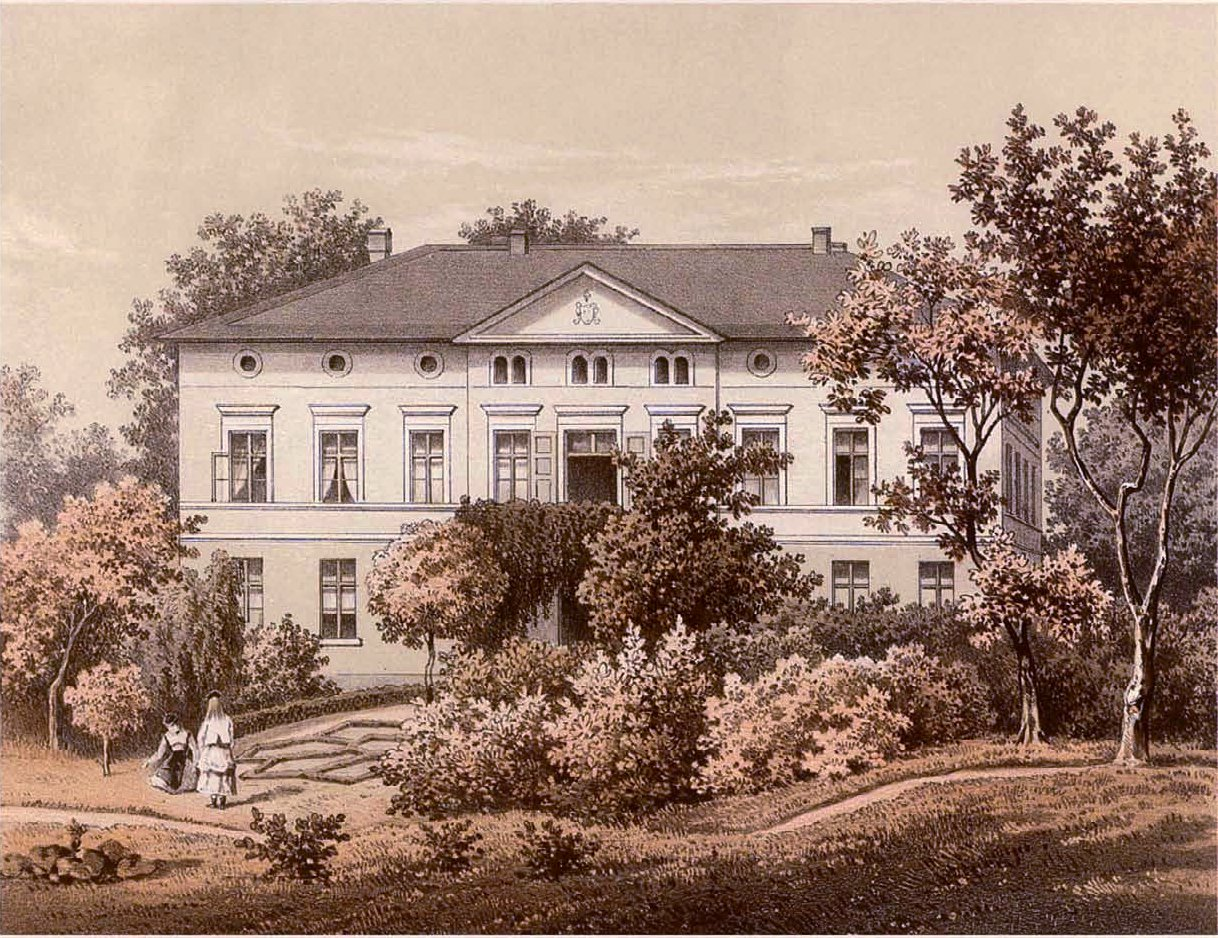
Schloss Kleinwerther (1209 bis 1883)
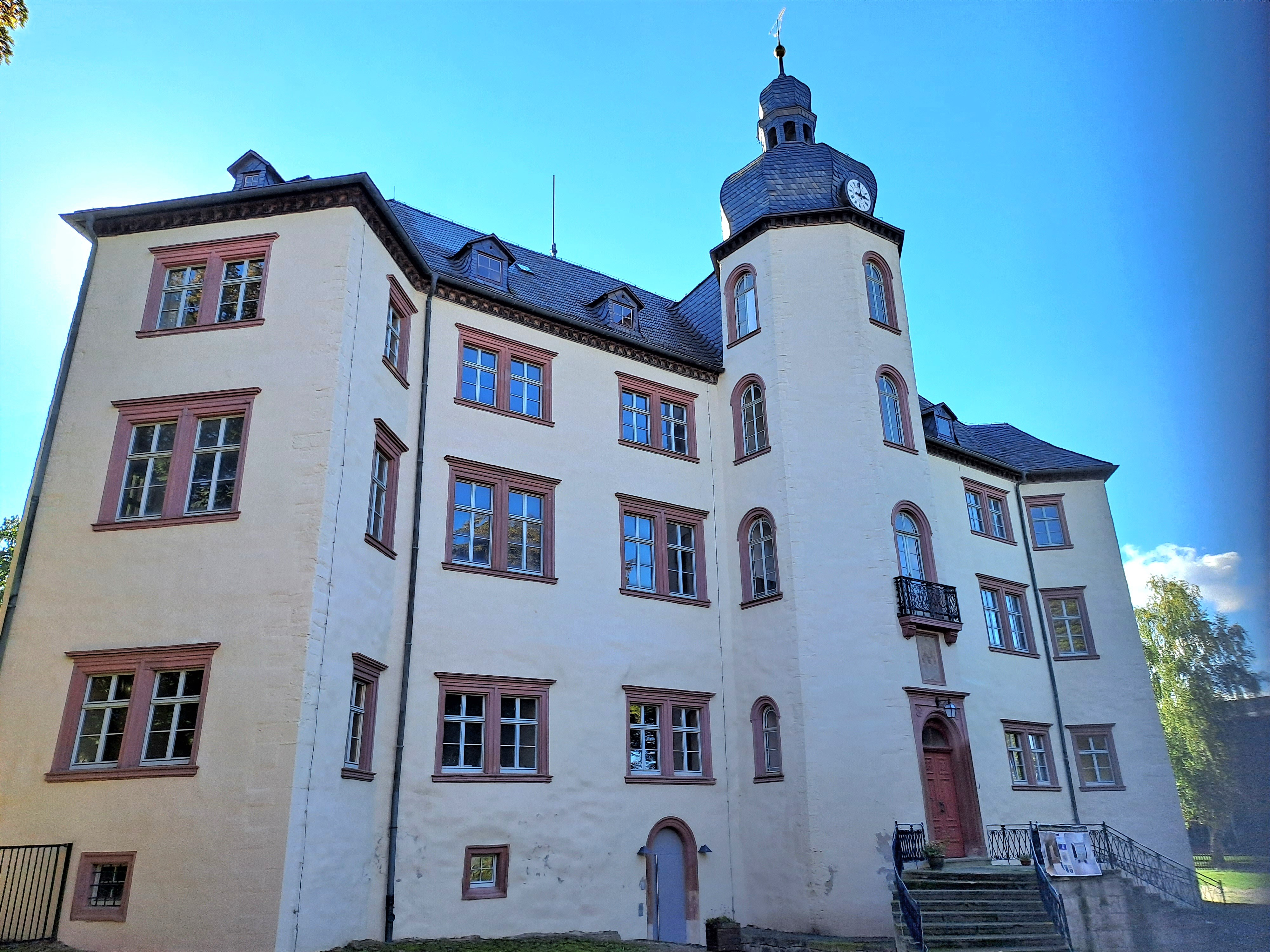
Schloss Wiehe (1461 bis 1945)
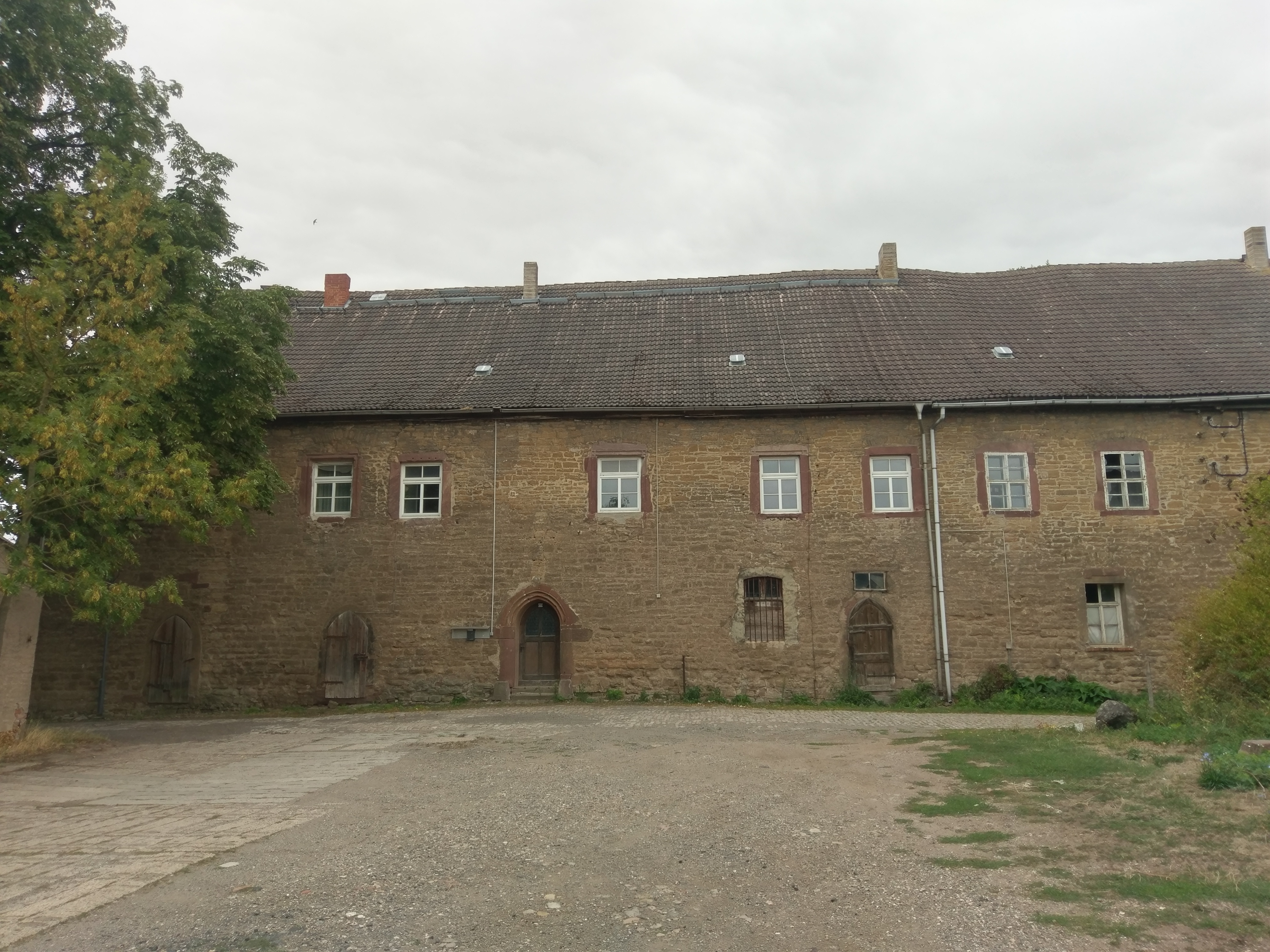
Schloss Brücken (1498 bis 1905)
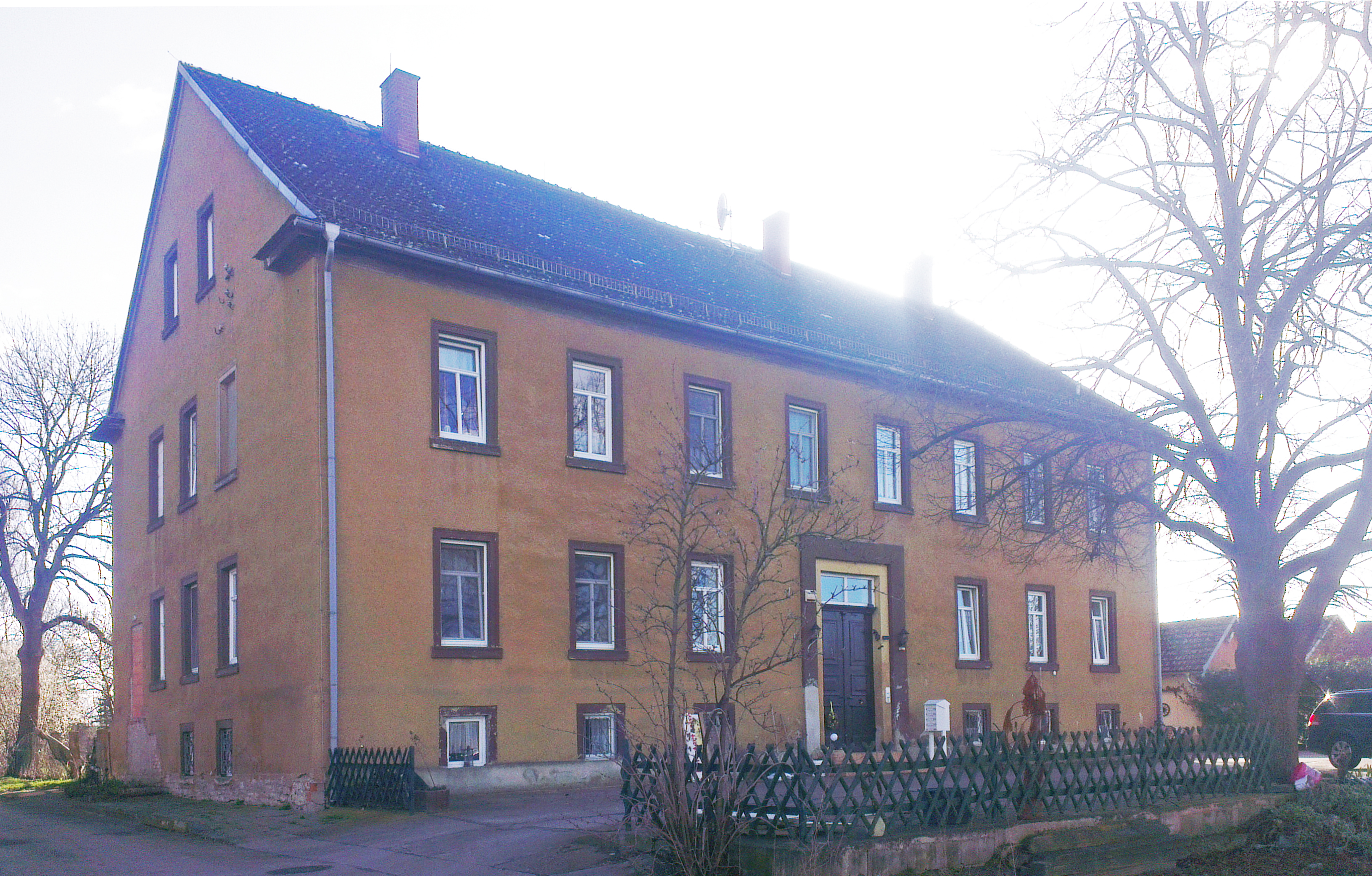
Gutshaus Frohndorf (1505 bis 1945)
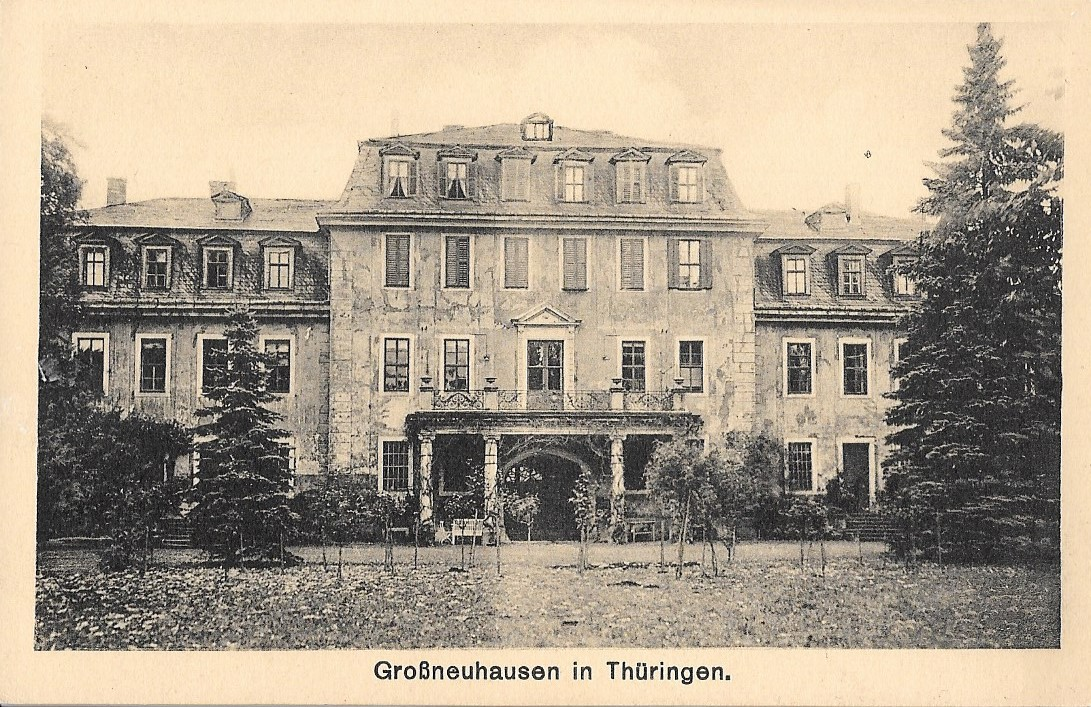
Schloss Großneuhausen (1505 bis 1945)
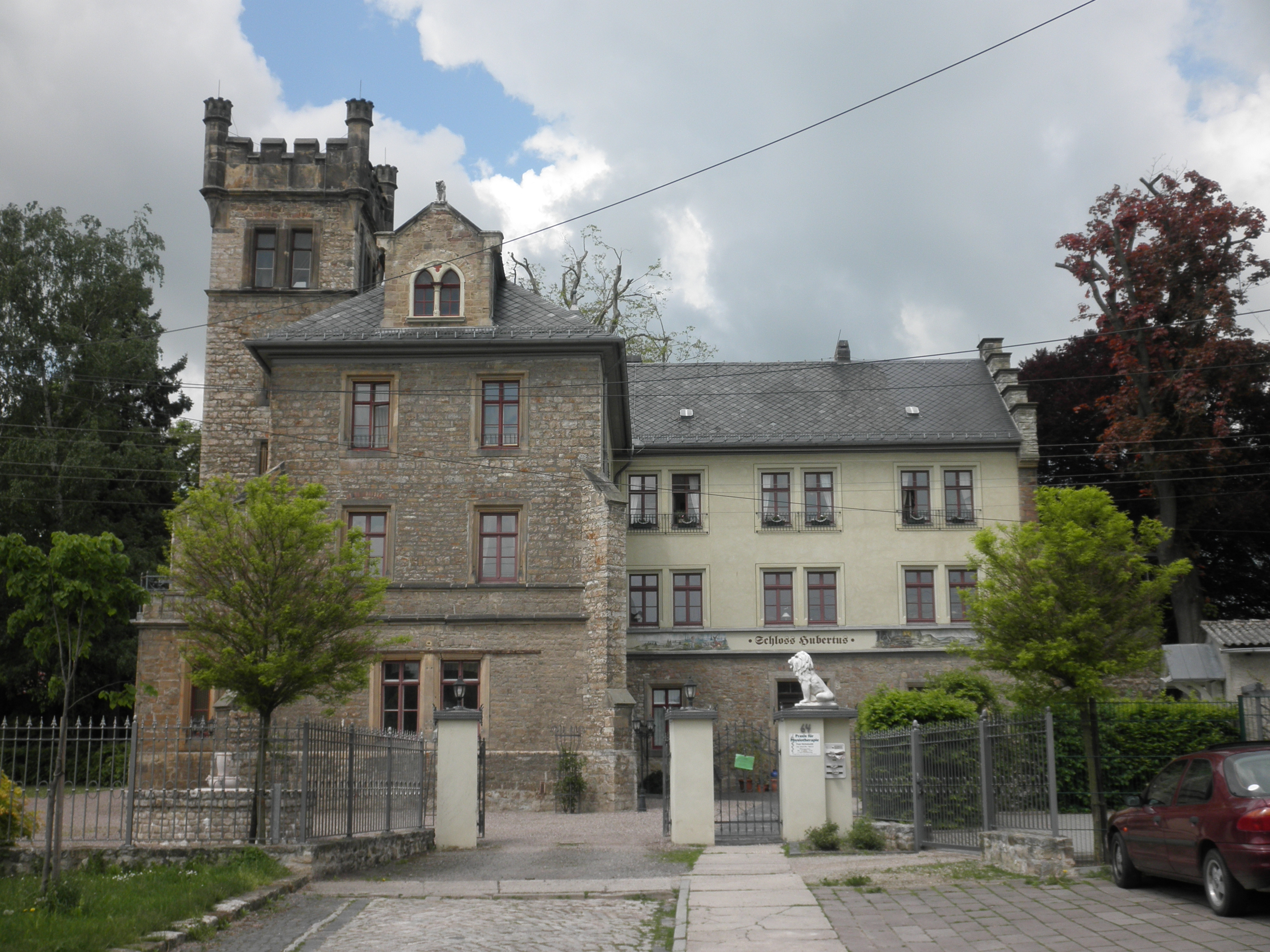
Schloss Bachra (1505 bis 1945)
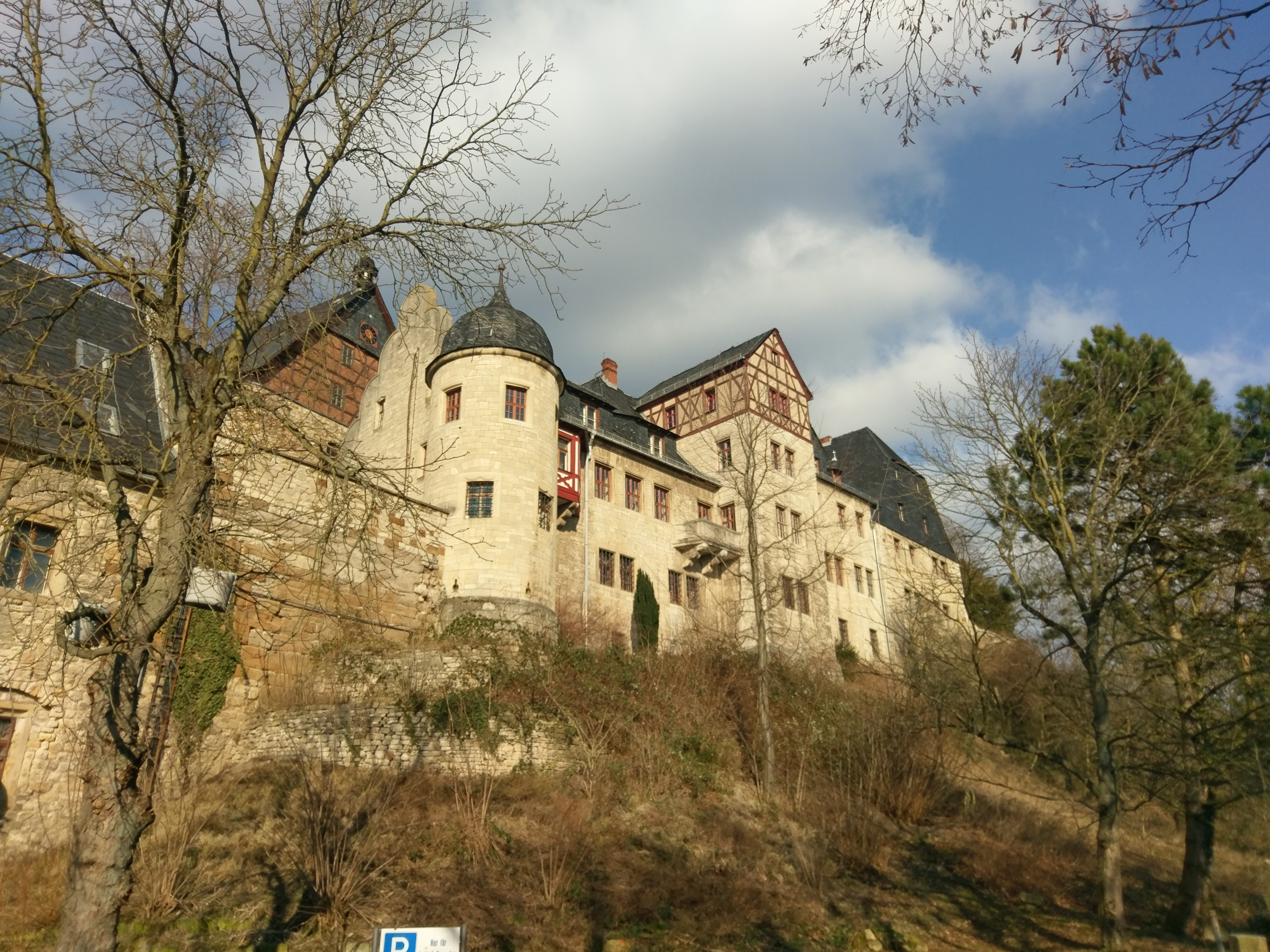
Schloss Beichlingen (1519 bis 1945)
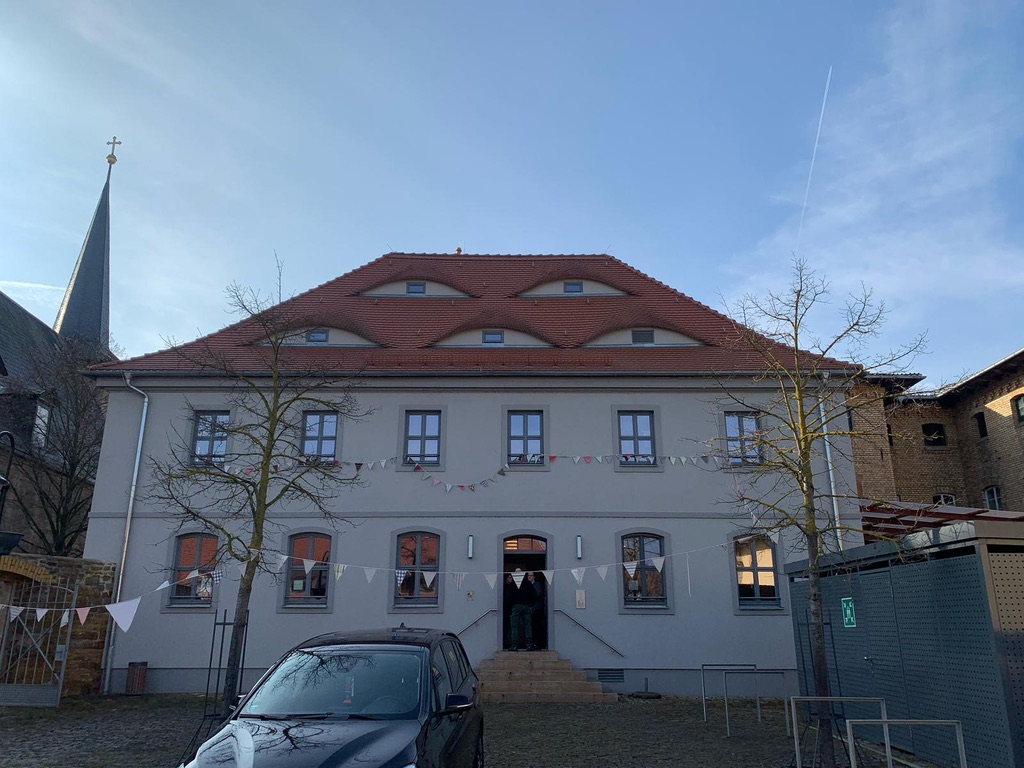
Rittergut Kölleda (1519–1945)
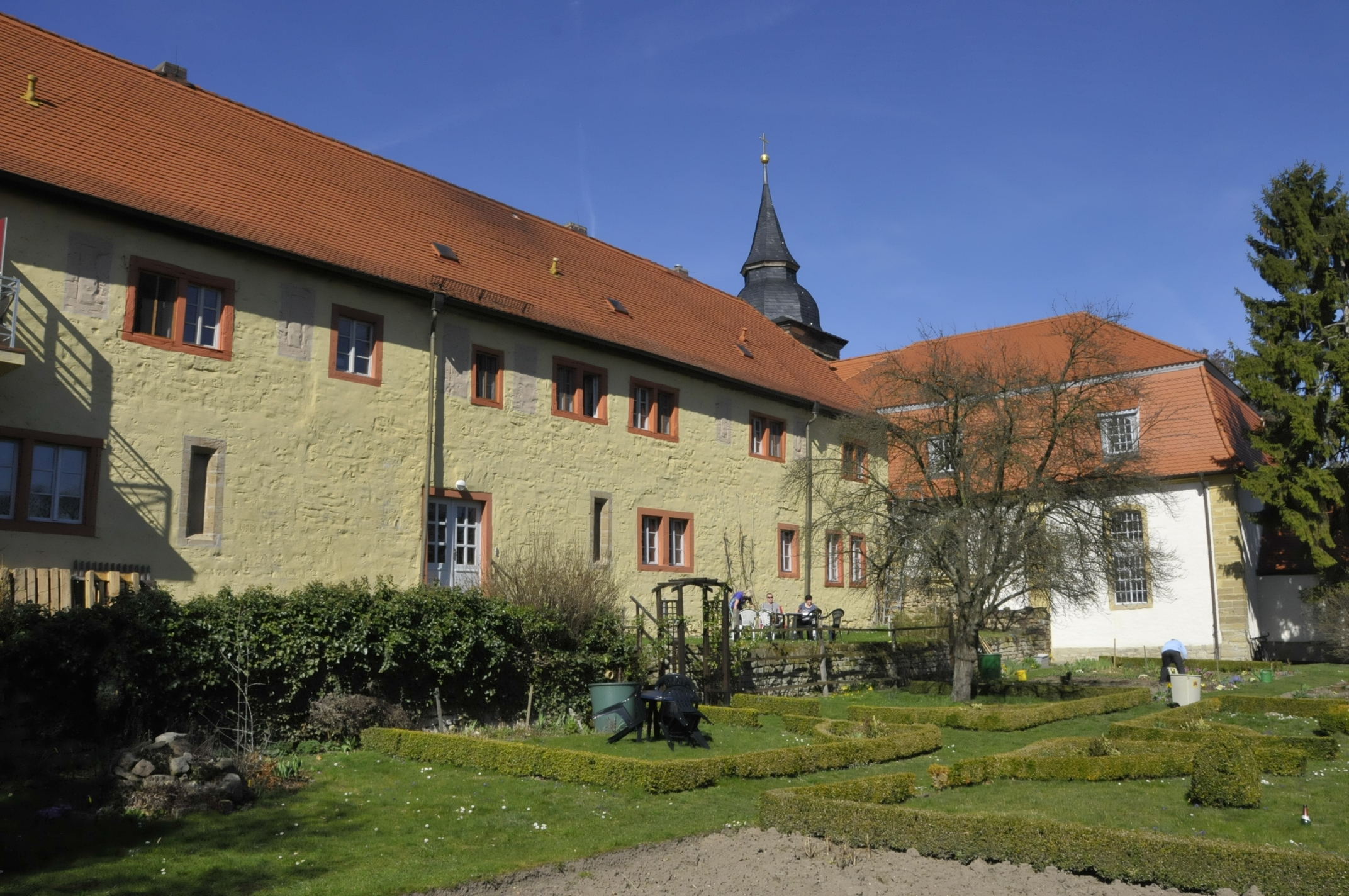
Kloster Donndorf (1540 bis 1945)
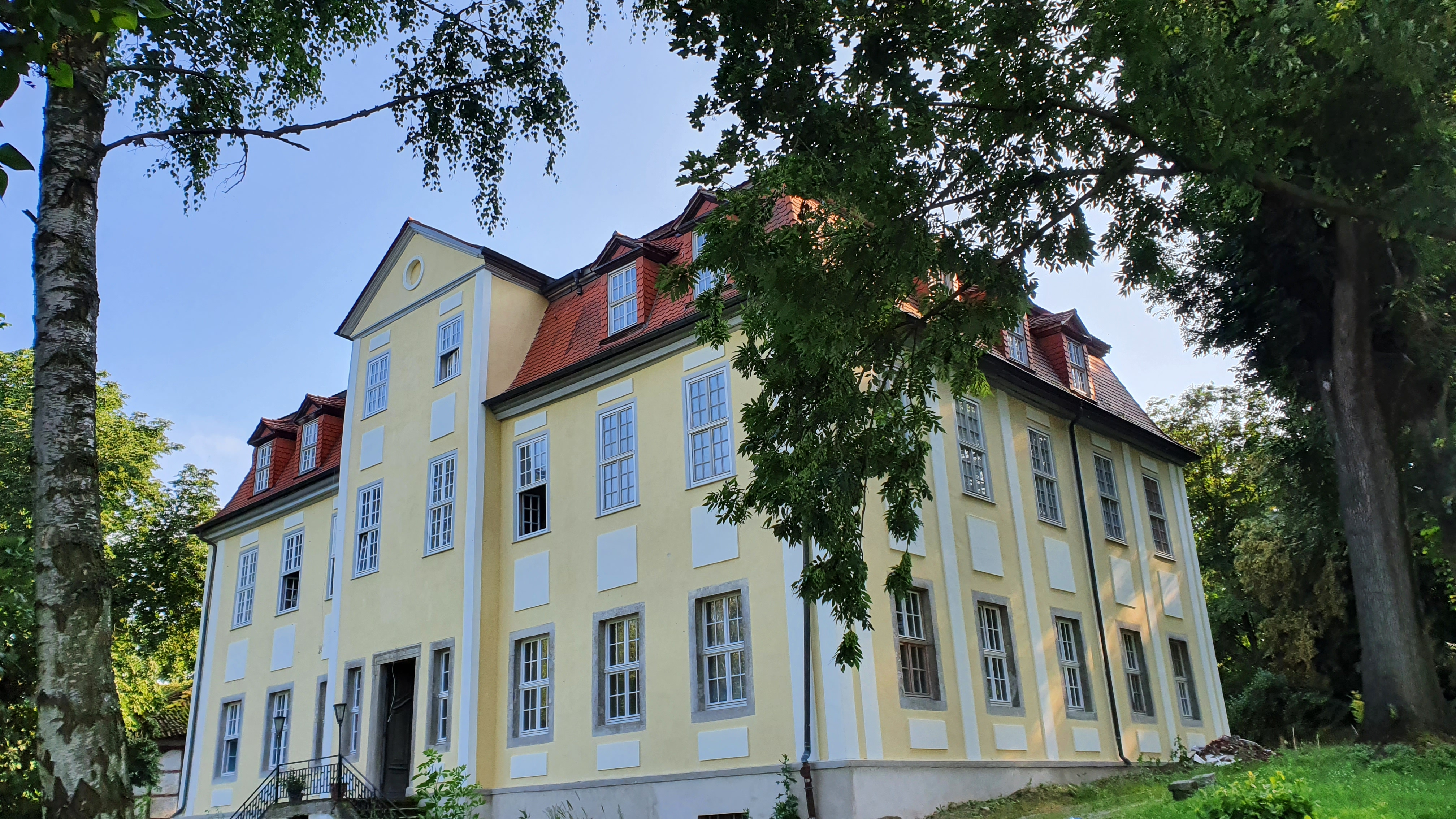
Schloss Neunheilingen (1638 bis 1719)
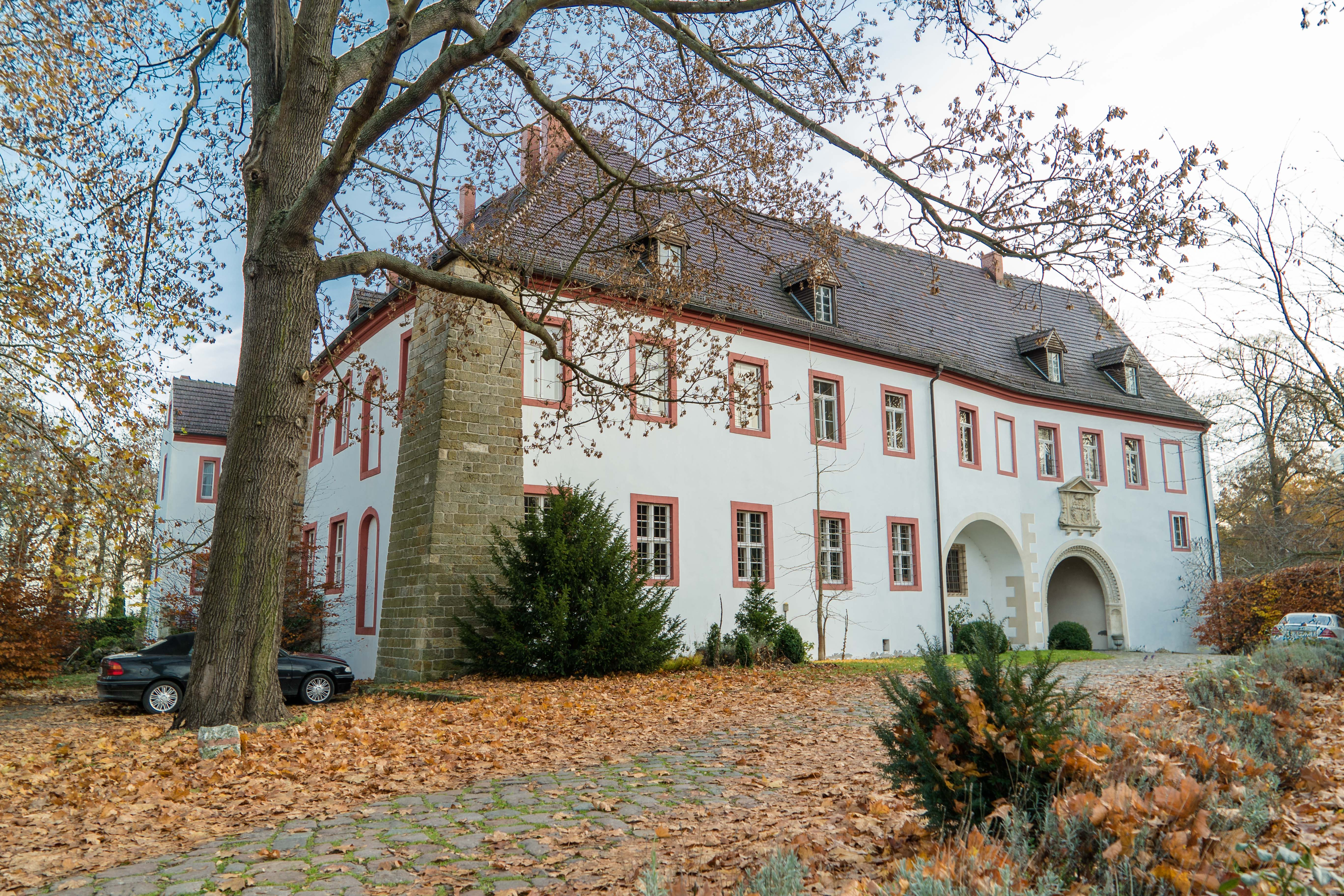
Schloss Triestewitz (1651–1662)
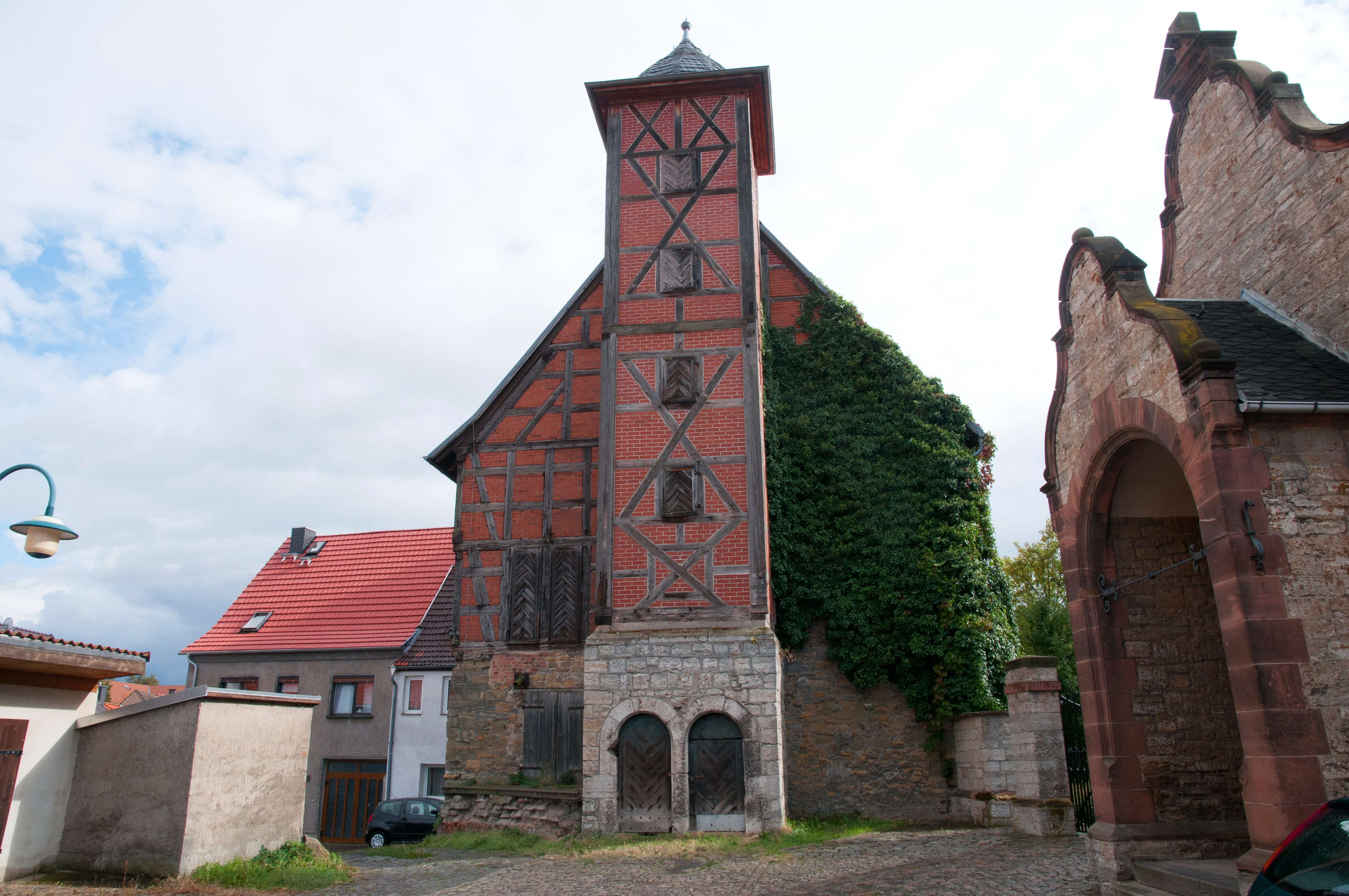
Klostergut Kölleda (1662–1945)
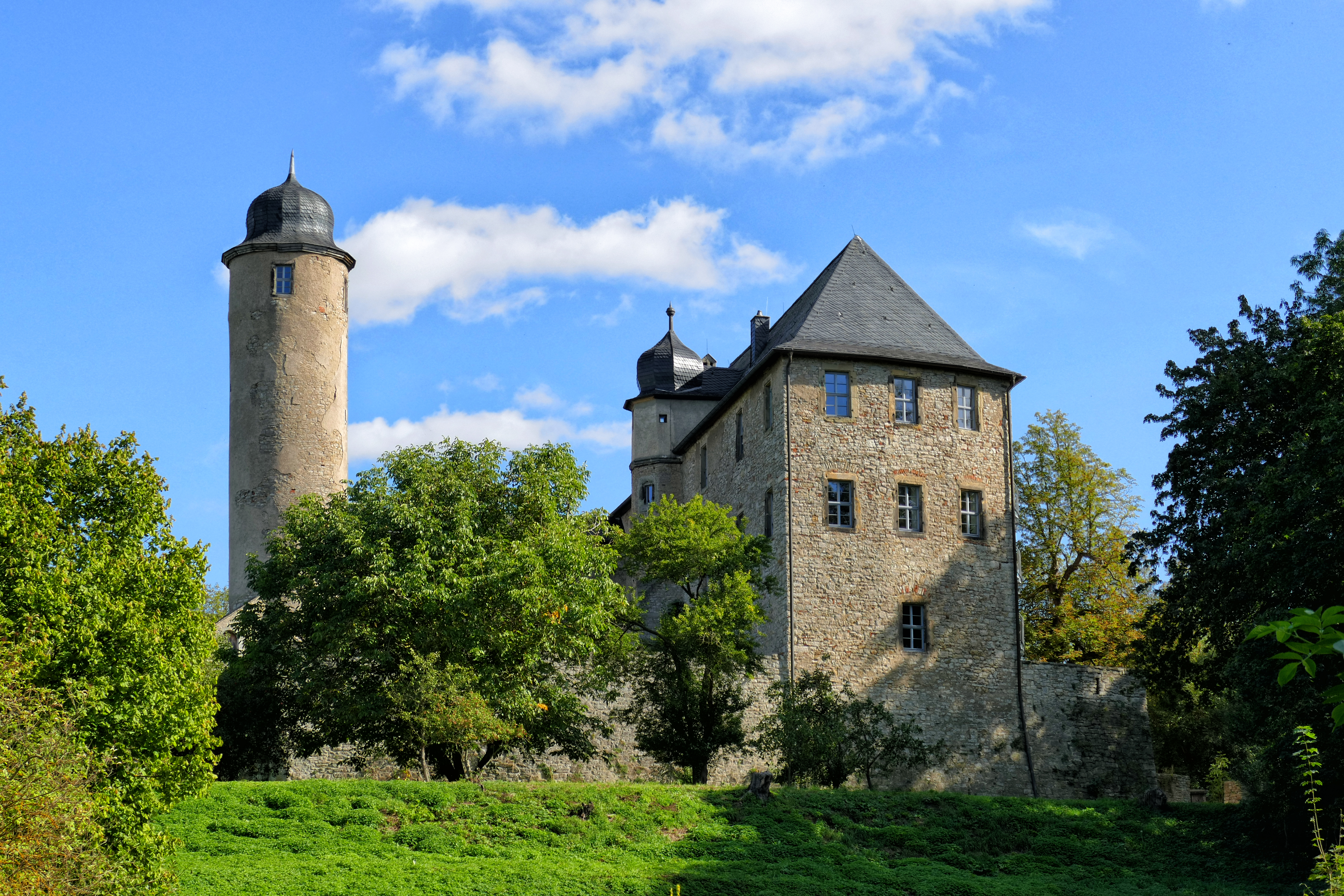
Burg Denstedt (1673–1689)
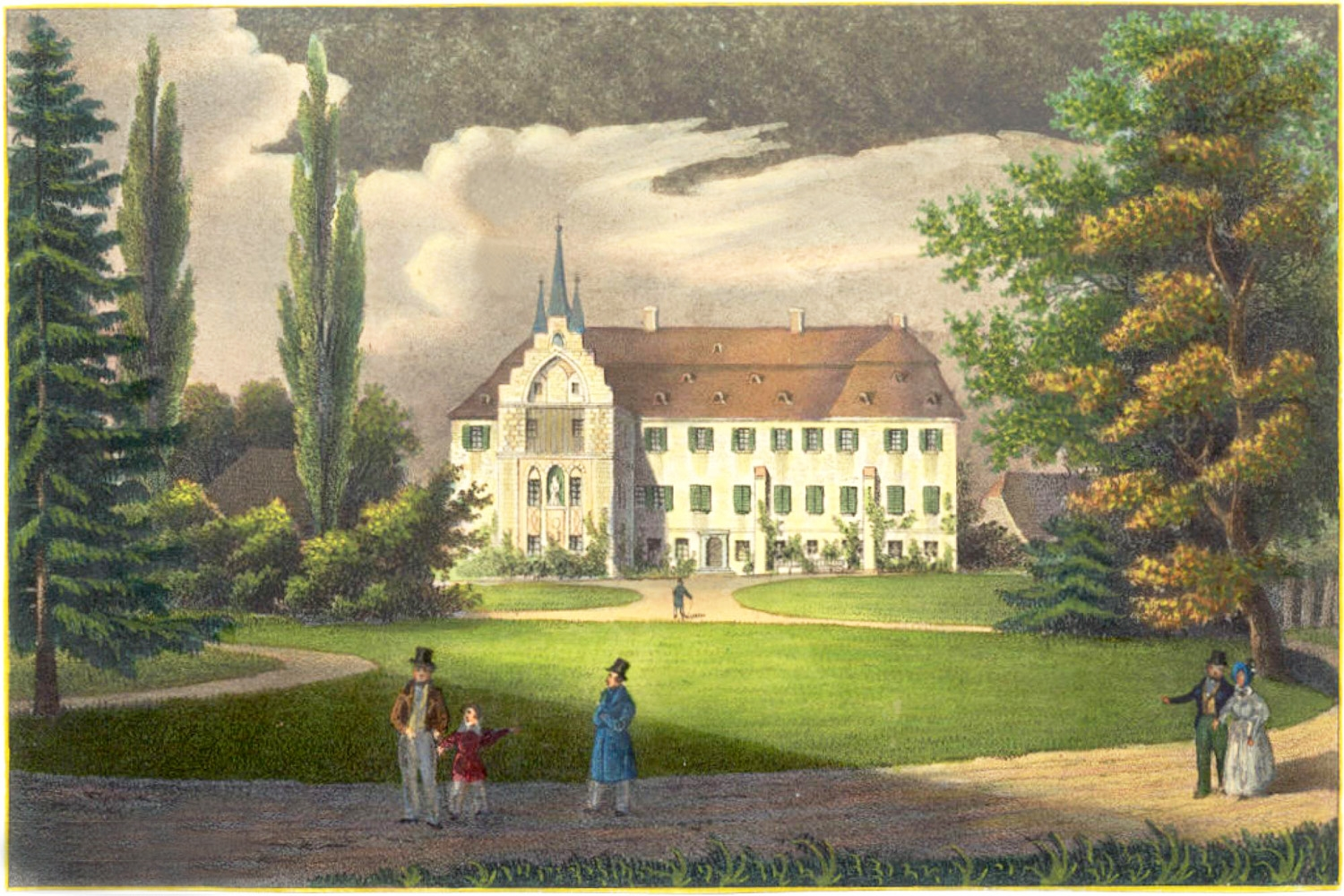
Schloss Eythra (1719 bis 1806)
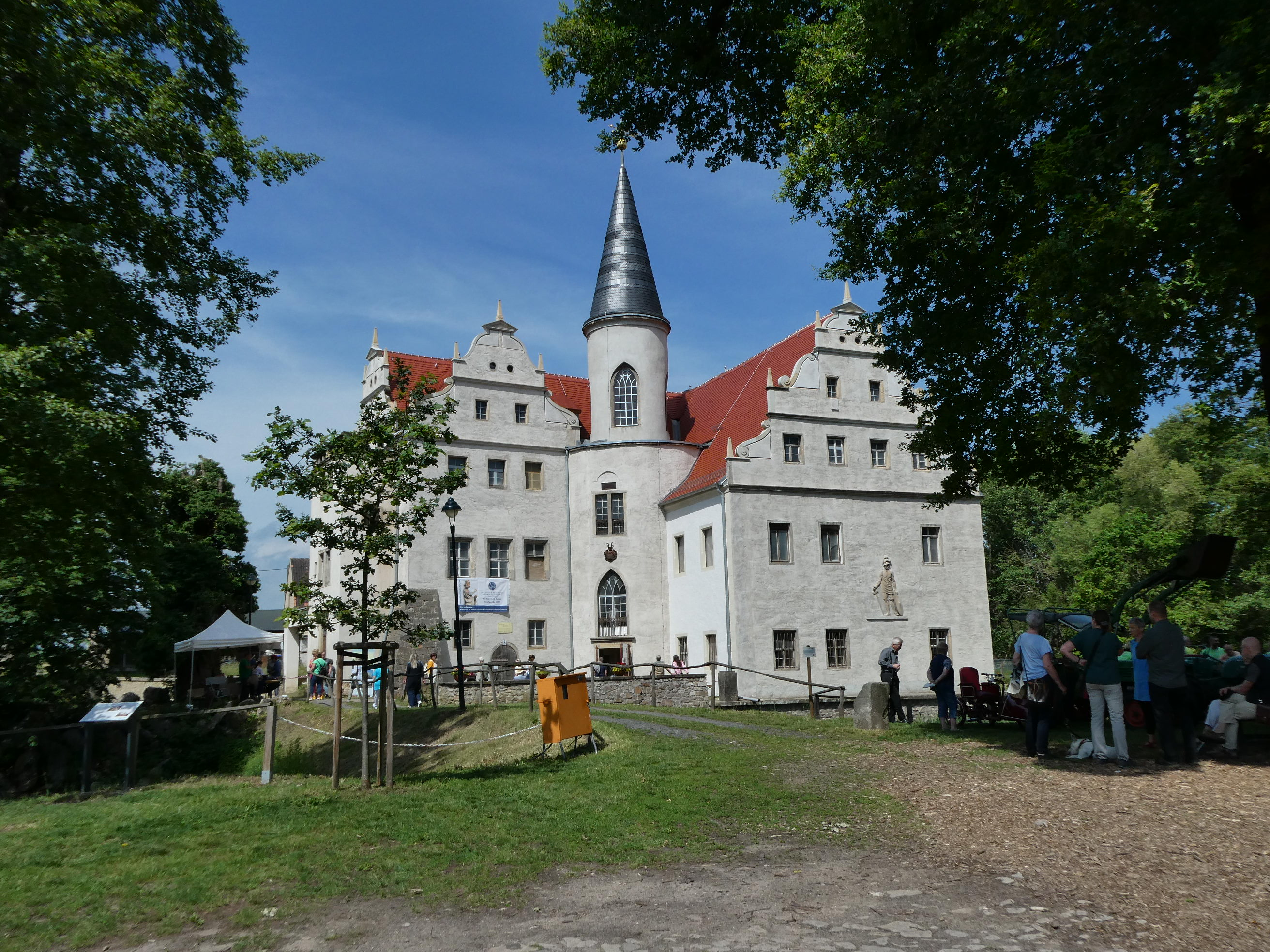
Schloss Oberau (1817–1829)
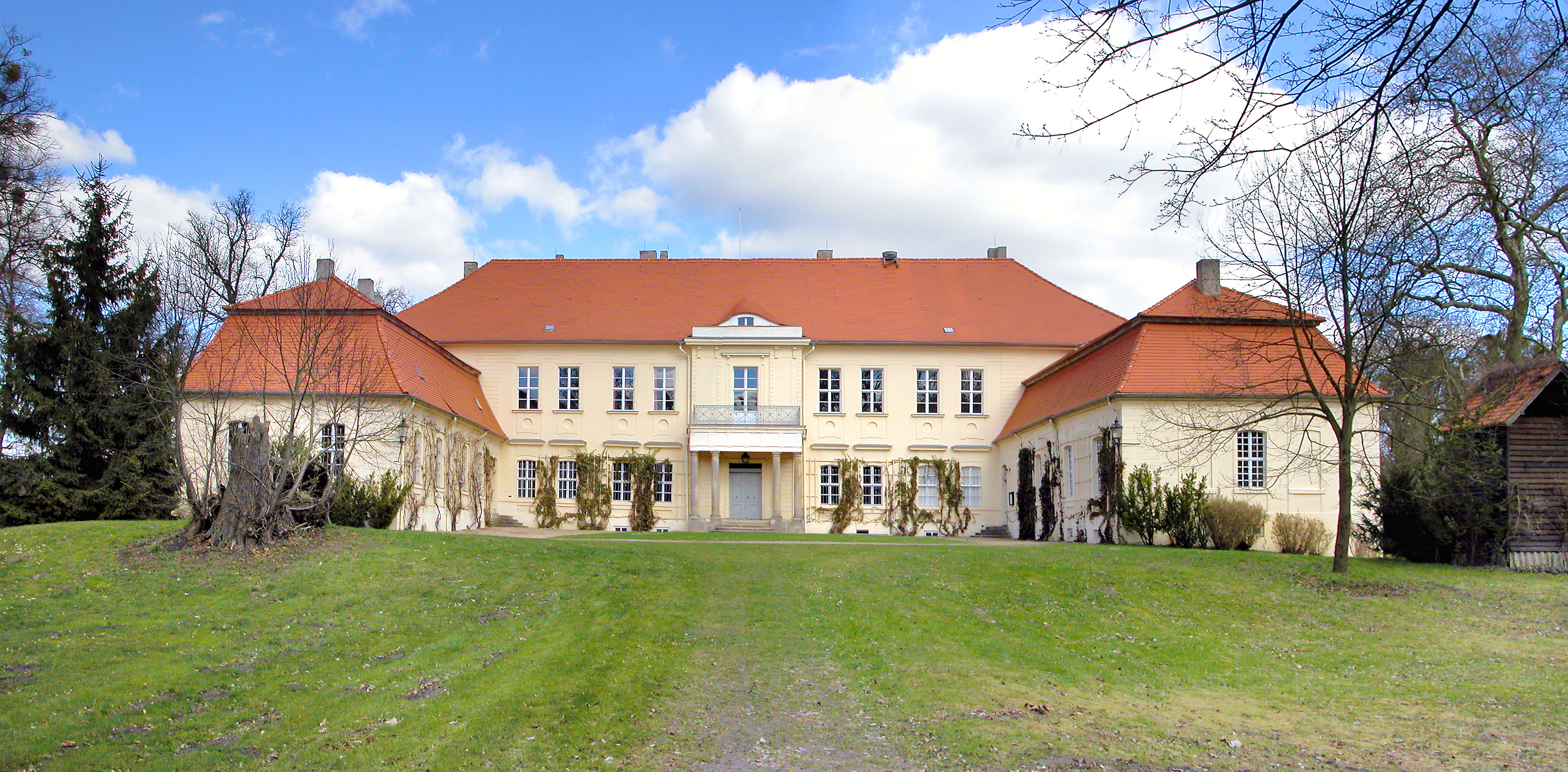
Schloss Hoppenrade (1872 bis 1945)
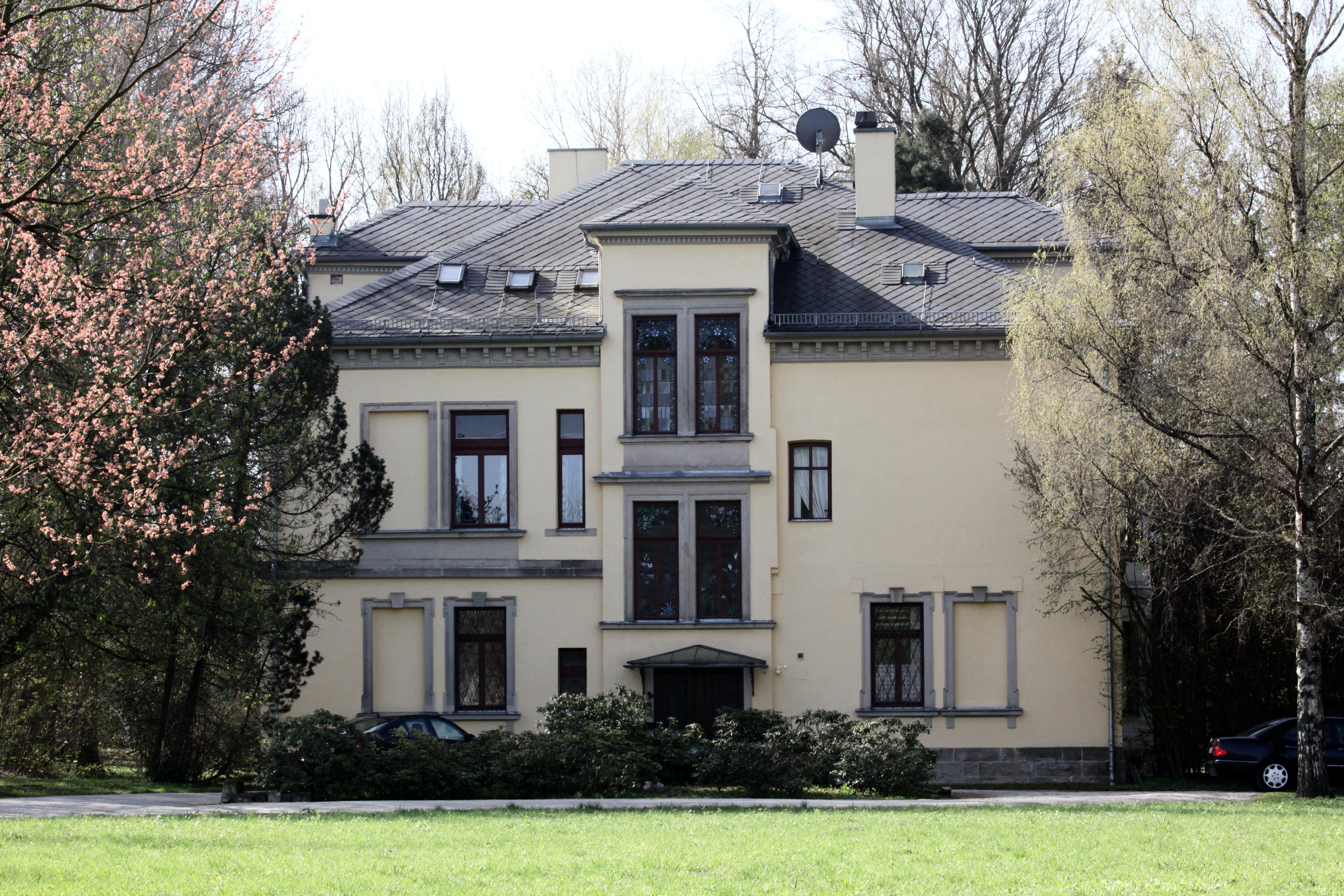
Schloss Esbach (1886 bis 1999)
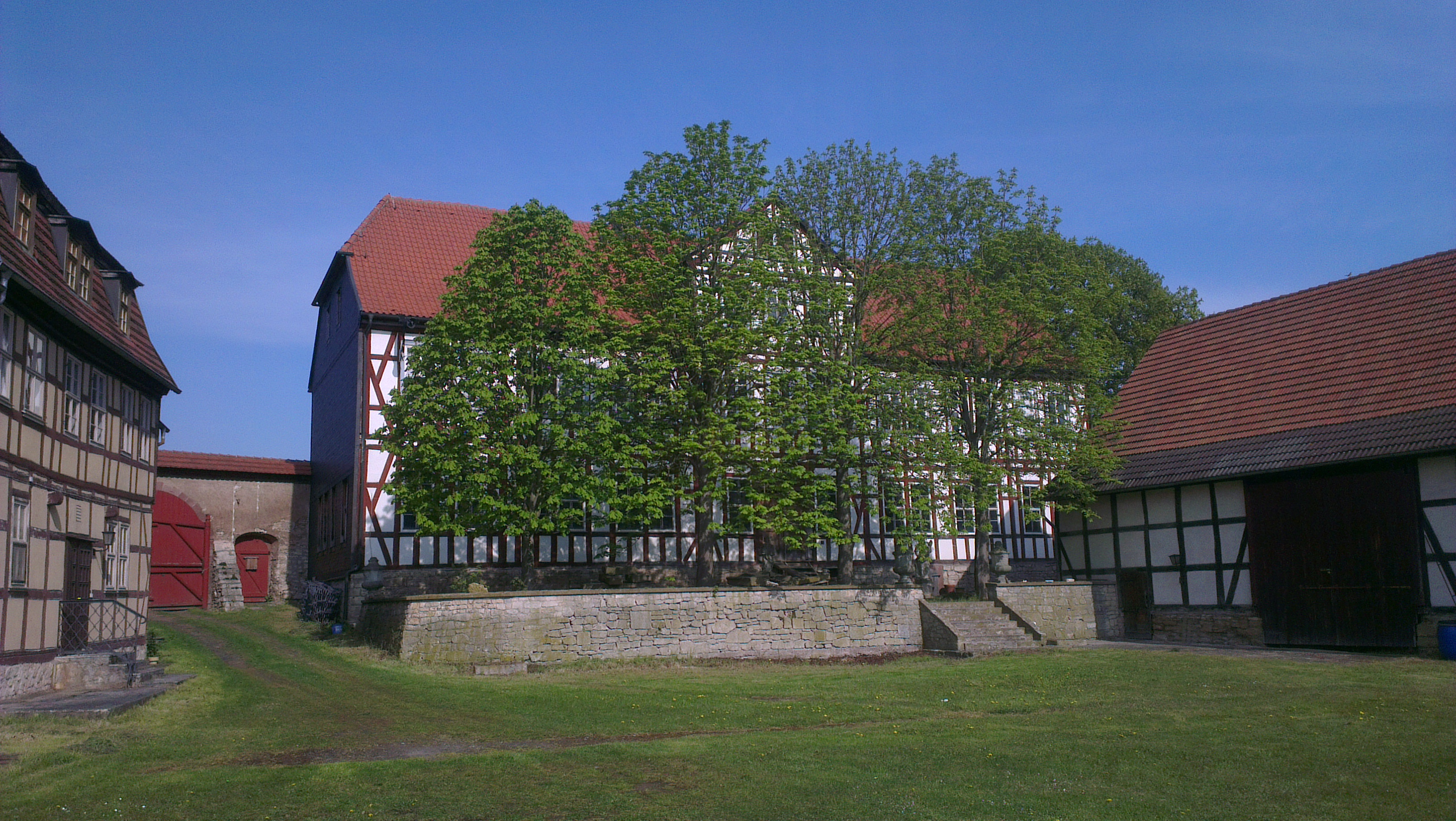
Schloss Hue de Grais Wolkramshausen (heute in Besitz)

### Grabstätten
In der St. Wigbert Kirche zu Kölleda befinden sich Epitaphien der Familie aus der Renaissance- und Barockzeit.
Ein kunsthistorisch wertvolles Renaissance-Epitaph aus der Werkstatt Friedemann existiert in der Kirche St. Philippus in Kleinwerther. In der durch Georg von Werthern gestifteten Barockkirche Kroppen befindet sich das durch den Dresdner Kunsttischler und Bildhauer Johann Benjamin Thomae 1721 geschaffene Grabmal des Grafen. Weitere Grablegen befinden sich auch in der Gruft des Klosters Donndorf und mit der Erbbegräbnisstätte auf dem Kirchhof in Beichlingen und an der Friedhofskirche in Wiehe. Darüber hinaus haben sich in der Cyriaci-Kapelle in Nordhausen drei Epitaphien der Familie aus den Jahren 1390, 1395 und 1397 erhalten.
Bemerkenswert ist auch das von Hans Bernoulli entworfene Grabmal Georg von Wertherns auf dem Weißen Berg bei Beichlingen, in Form eines Sarkophages auf Stufenunterbau. Die Inschrift ist in gotischen Lettern auf der einen Längsseite angebracht. Eine Einfassung zum Schutz gegen das Wild umschließt die Kuppe des Hügels. Der Zugang, ein schmiedeeisernes Gittertor zwischen Werksteinpfosten, liegt an der dem Schloß zugewandten Seite. Das Material des Grabmals wie der Torpfosten ist fränkischer Muschelkalkstein. Die Ausführung der Steinmetzarbeiten wurde von Holzmann & Co. besorgt, das Gittertor von Julius Schramm ausgeführt

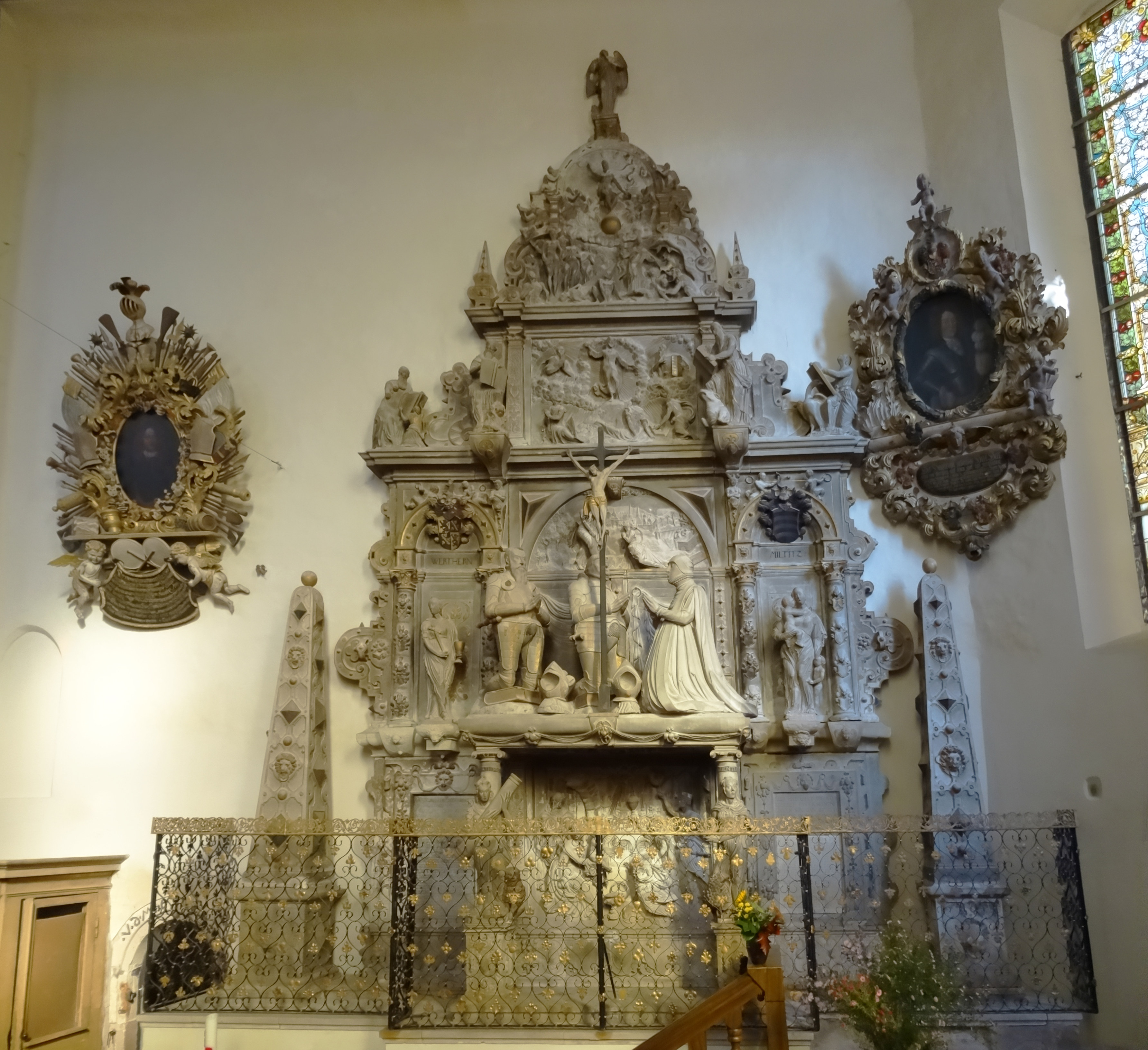
Epitaphien Dietrich von Werthern, Ehefrau Margarethe von Werthern und Wolfgang von Werthern in St. Wigbert zu Kölleda
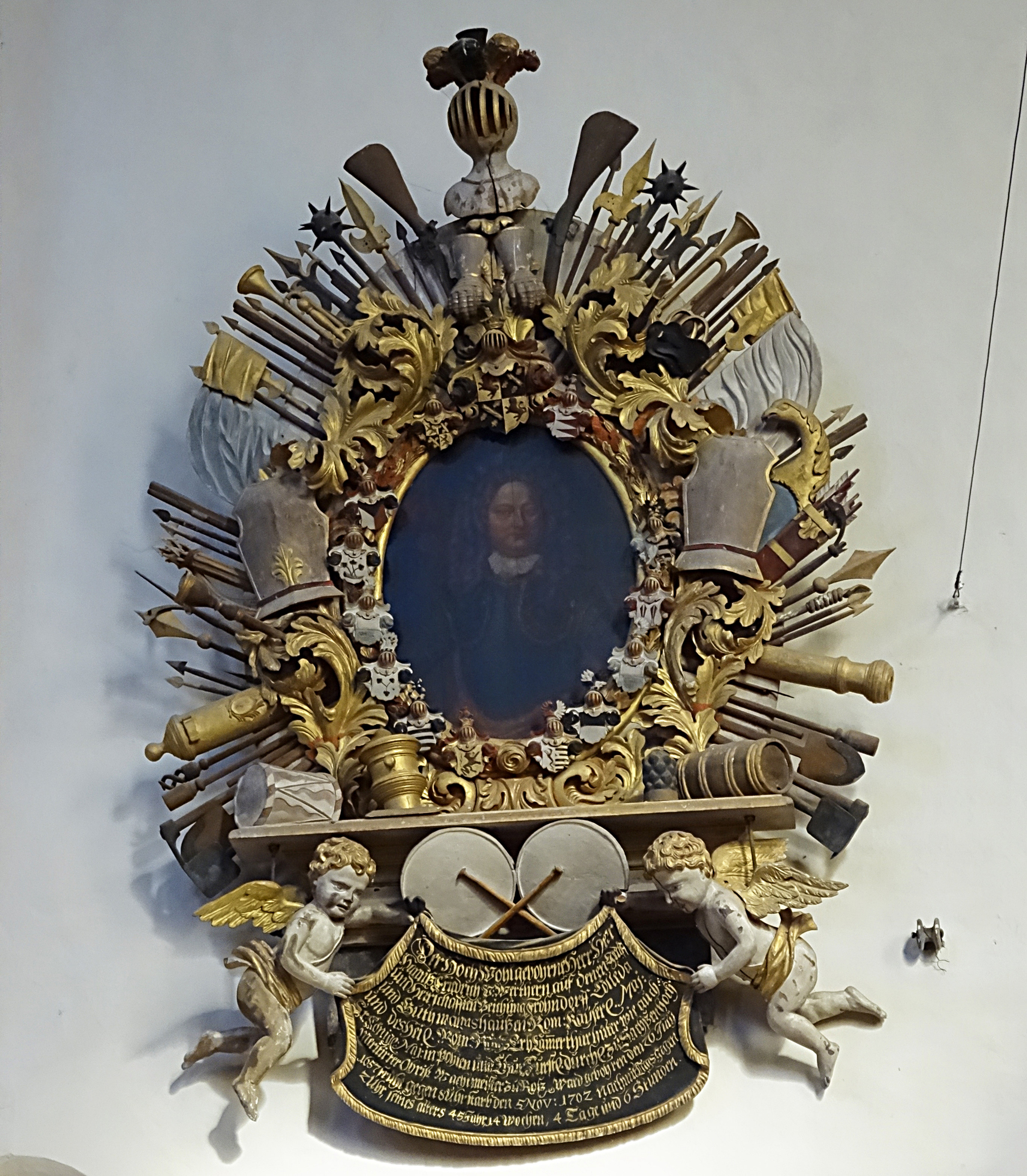
Epitaph Hans Friedrich von Werthern (1657–1702) in St. Wigbert zu Kölleda
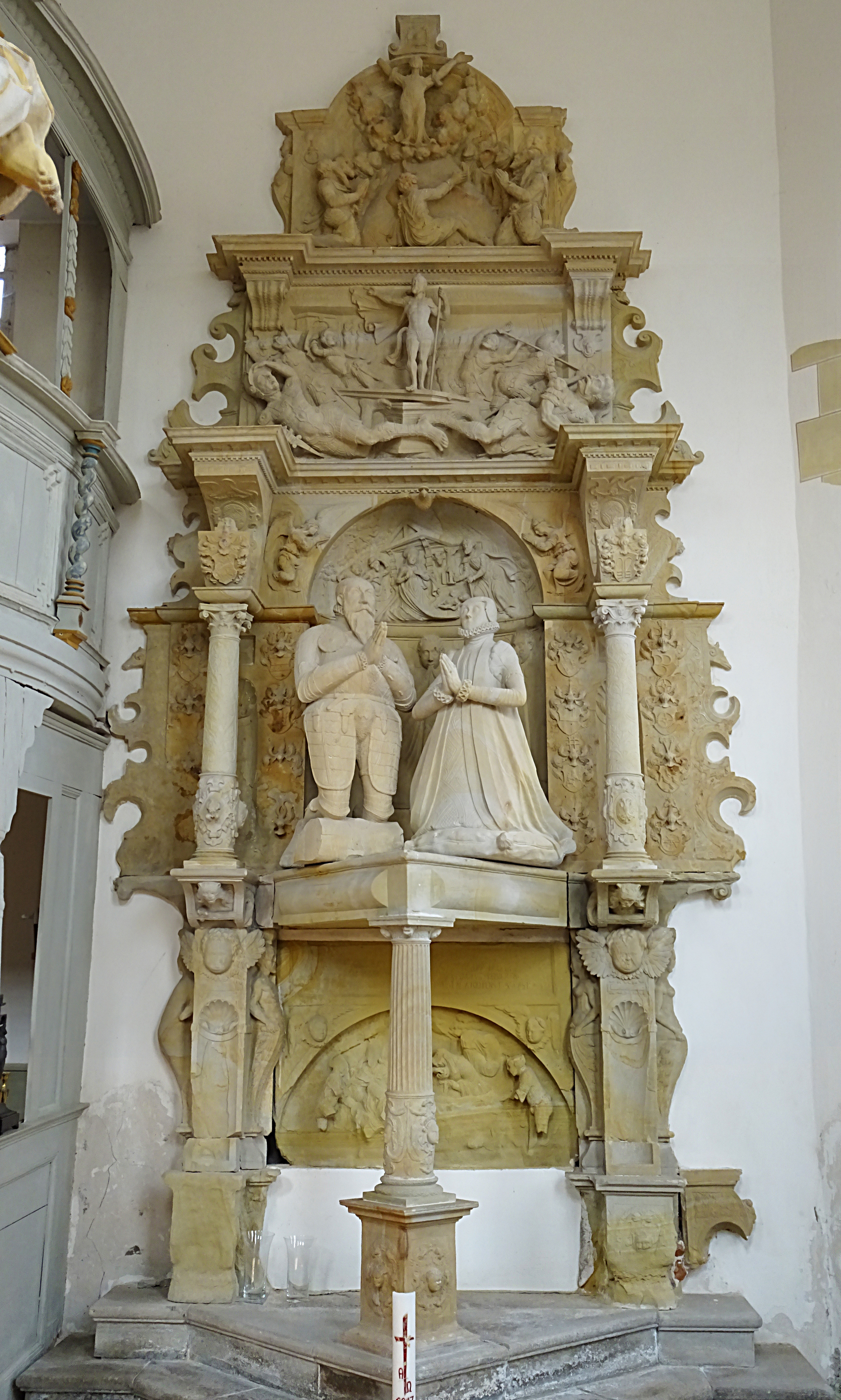
Epitaph Philipp und Anna von Werthern in Kleinwerther (ca. 1580)
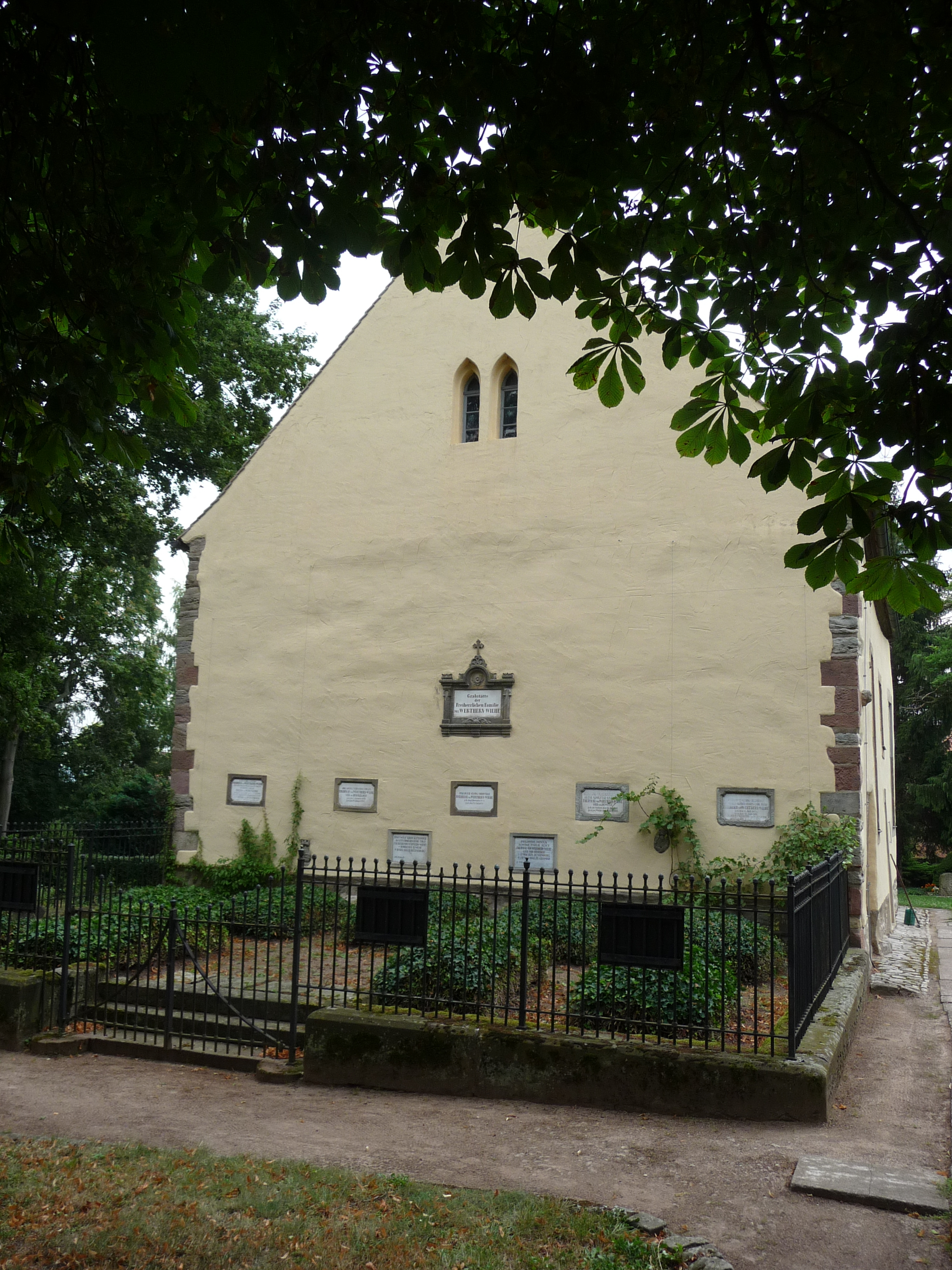
Erbbegräbnis der Freiherren von Werthern-Wiehe an der Friedhofskirche in Wiehe
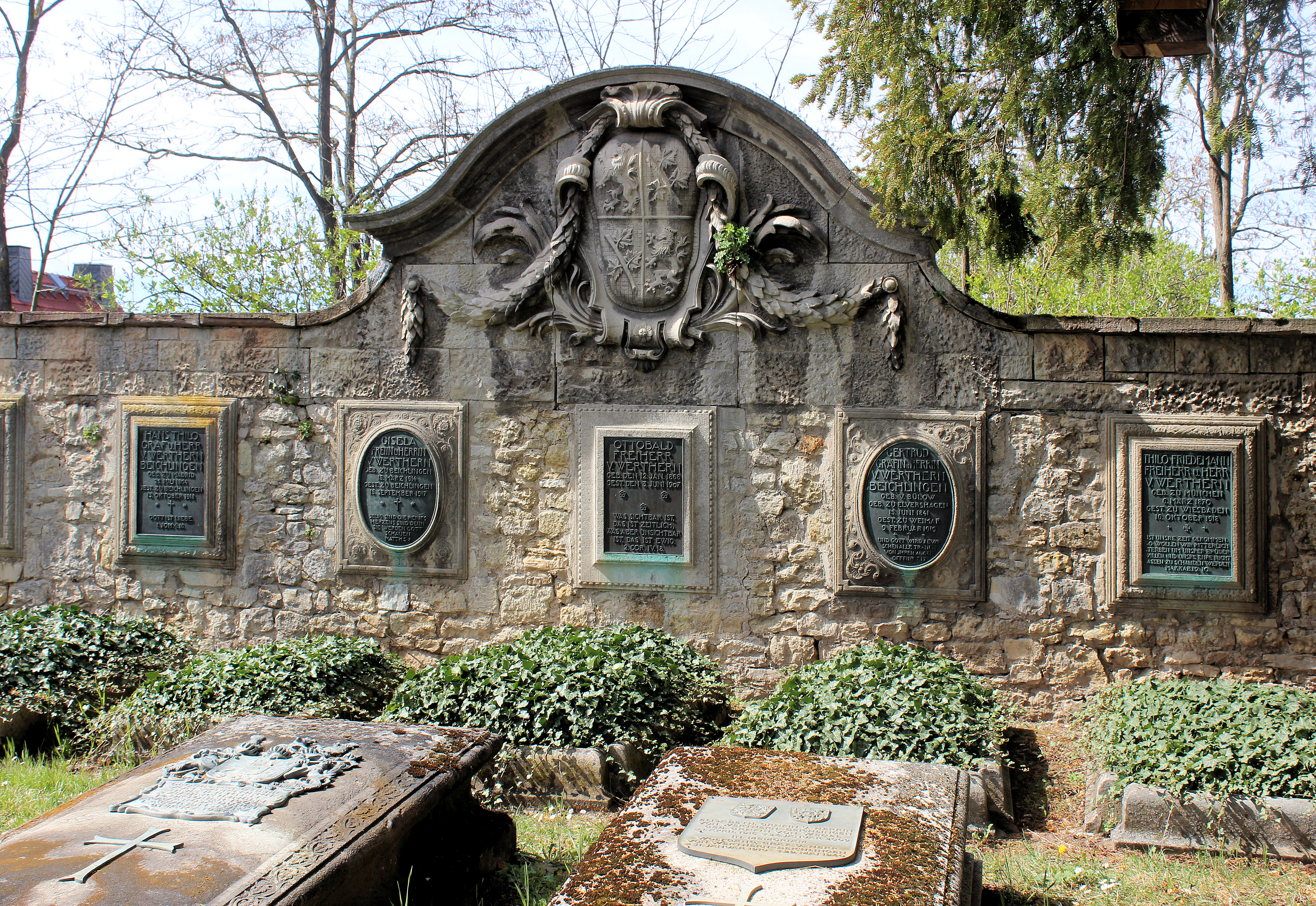
Erbbegräbnis der Grafen von Werthern auf dem Kirchhof in Beichlingen
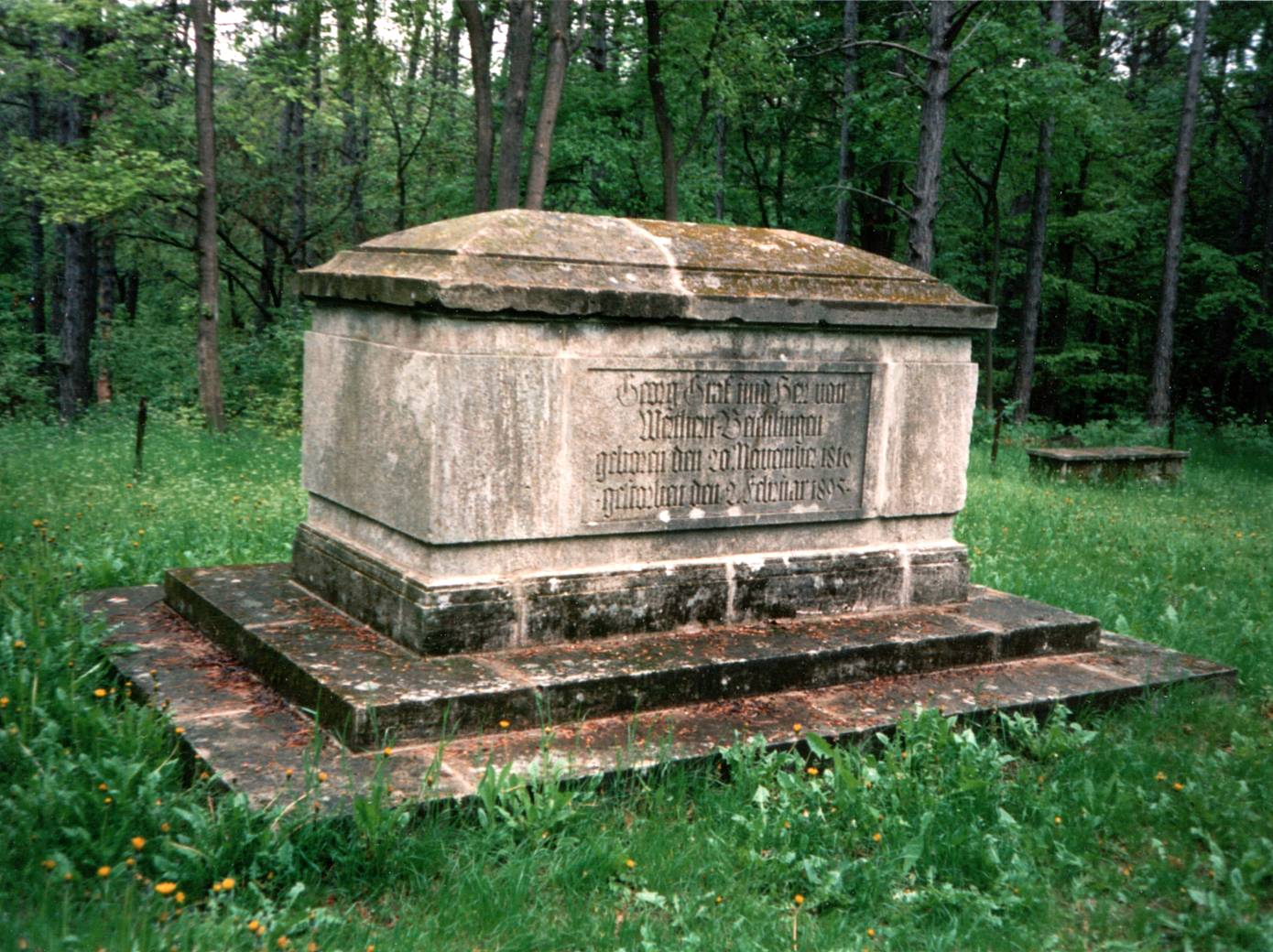
Grab des Georg von Werthern (1816–1895)

## Wappen

### Familienwappen
- Das Stammwappen zeigt auf Schwarz einen schräg gelegten goldenen Baumast mit drei (meist 2:1) goldenen Blättern. Auf dem Helm mit schwarz-goldenen Decken ein wachsender gold-gekrönter schwarzer Bär (oder naturfarbener Wolf) (mit goldenem Halsband), die Krone bestückt mit drei (schwarz-gold-schwarz) Straußenfedern.
- Das Wappensiegel des Anthonius von Werthern zeigt noch 1490 einen dreiblättrigen Eichenast und auf dem Helm einen schreitenden Bären (oder Wolf; allerdings fehlt im Siegelabdruck der darauf hinweisen würdende charakteristische Schwanz des Wolfs).
- 1420 erhielt das Geschlecht ein vermehrtes Wappen, in der das Wappen der Herrschaft Werthern aufgenommen wird. Das erweiterte Wappen ist geviert, 1 und 4 zeigen in Gold einen rechtsgekehrten gold gekrönten roten Löwen, in 2 und 3 das Stammwappen. Der mit rechts rot-goldenen und links schwarz-goldenen Decken bedeckte Helm bleibt wie das Stammwappen geziert, die drei Straußenfedern sind rot-gold-schwarz gefärbt.
- Das gräfliche Wappen ist dreimal gespalten und einmal geteilt, unten rotes Regalienfeld. Aufgelegt ein Herzschild, wie 1420. Das vollständige Wappen der Grafen v. W. besteht aus einem, fünf Quartiere enthaltenden Schilde mit einem Herzschilde (oben zwei, unten drei). Das erste Feld ist silbern und von drei, roten Querbalken durchzogen (Beichlingen), das zweite zeigt auf goldenem Grunde einen rechts aufspringenden gekrönten blauen Löwen (Rabenswalde), das dritte Feld ist blau, darin steht ein silberner gekrönter Strauß, der ein Bund goldener Pfeile mit dem rechten Fuße hält (Frohndorf), im vierten Felde, welches das mittlere der drei untern ausmacht, einen rechts vorschreitenden weißen Elefanten, der auf dem Halse einen Mohren und auf dem Rücken einen Turm trägt (Brücken), das fünfte Feld zeigt einen goldenen gekrönten Adler auf einem roten und silbernen Schach (Wiehe). Das Herzschild reicht vom oberen Rande des Schildes bis fast in die Mitte des vierten oder mittlerem Feldes der untern Reihe. In der oberen goldenen Hälfte desselben steht der doppelte gekrönte Reichsadler, die untere Hälfte ist quadriert, die Felder 1. und 4. sind golden, darin der rote aufspringende Löwe (Reichserbkammertürhüteramt), die Felder 2. und 3. sind schwarz, in jedem ein goldener, drei Blätter treibender Ast (Werthern). Das Hauptschild trägt drei gekrönte Helme; auf dem ersten rechten eine Säule, in Rot und Silber schräg geteilt und mit einem Pfauenschweif besteckt; der mittlere Helm zeigt einen wachsenden Löwen im Profil, er trägt eine mit drei Straußenfedern (schwarz, Gold, schwarz) besteckte goldene Krone; auf dem dritten steht der blaue Löwe verkürzt und eine goldene Krone tragend, die mit einem Pfauenschweife besteckt ist. Die Decken und das Laubwerk sind rechts rötlich und Gold, links blau und Gold. Zwei Löwen mit Schwert und Schild halten das Hauptschild.[4]

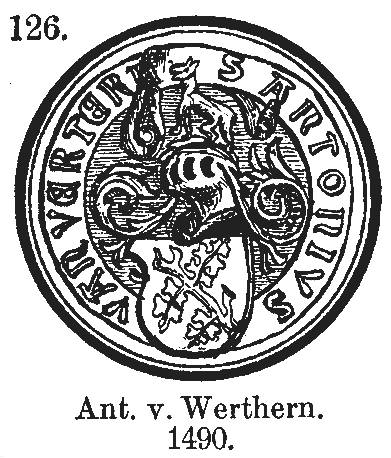
Siegel des Anthonius von Werthern, 1490
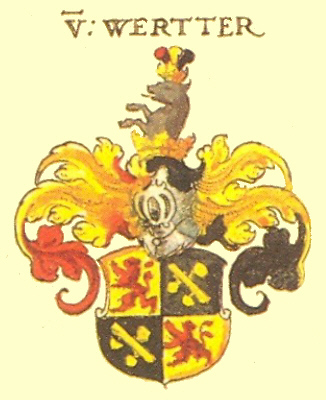
Wappen derer von Werthern in Siebmachers Wappenbuch (1605)
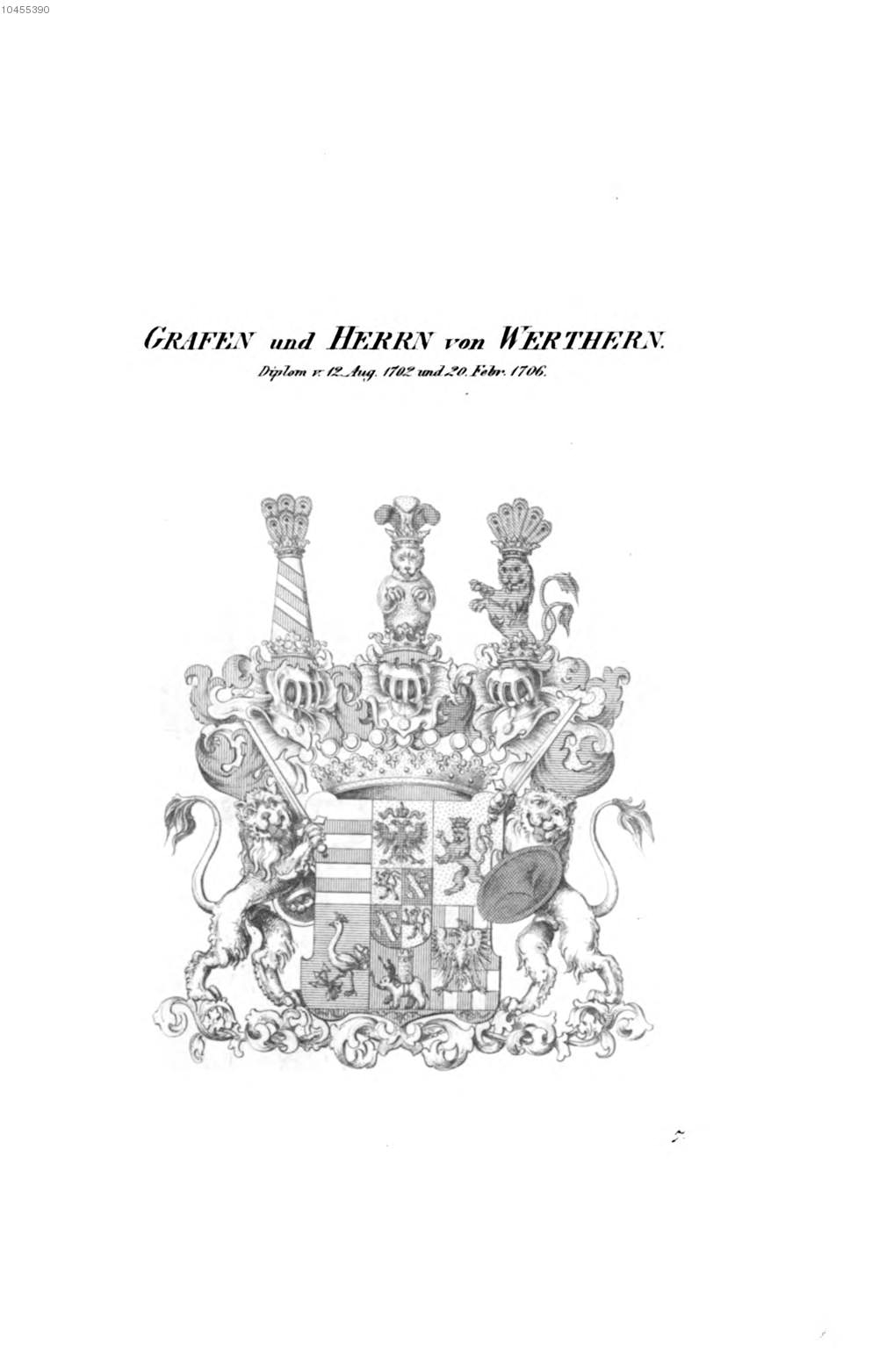
Grafen von Werthern
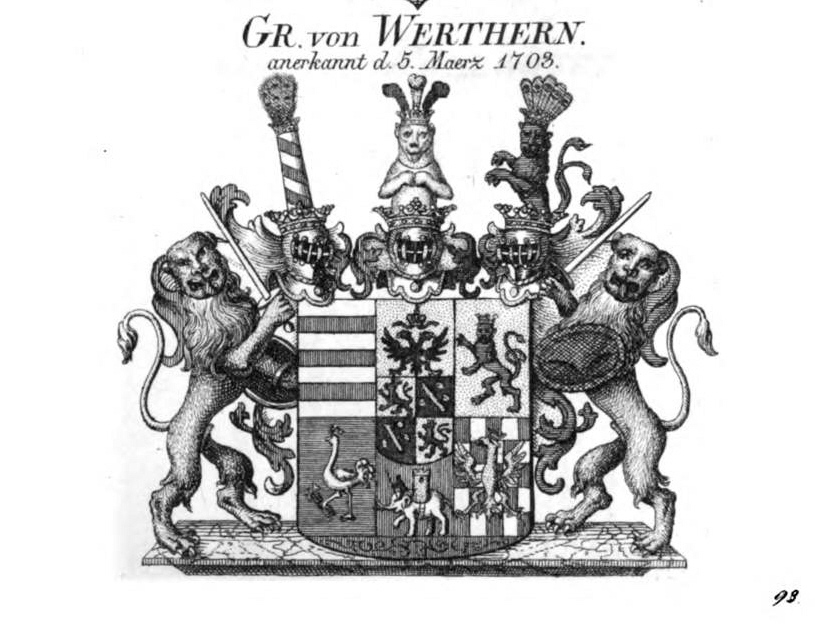
Gräfliches Wappen
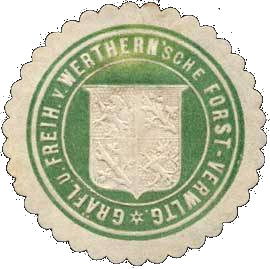
Siegelmarke der von Werthern'schen Forstverwaltung
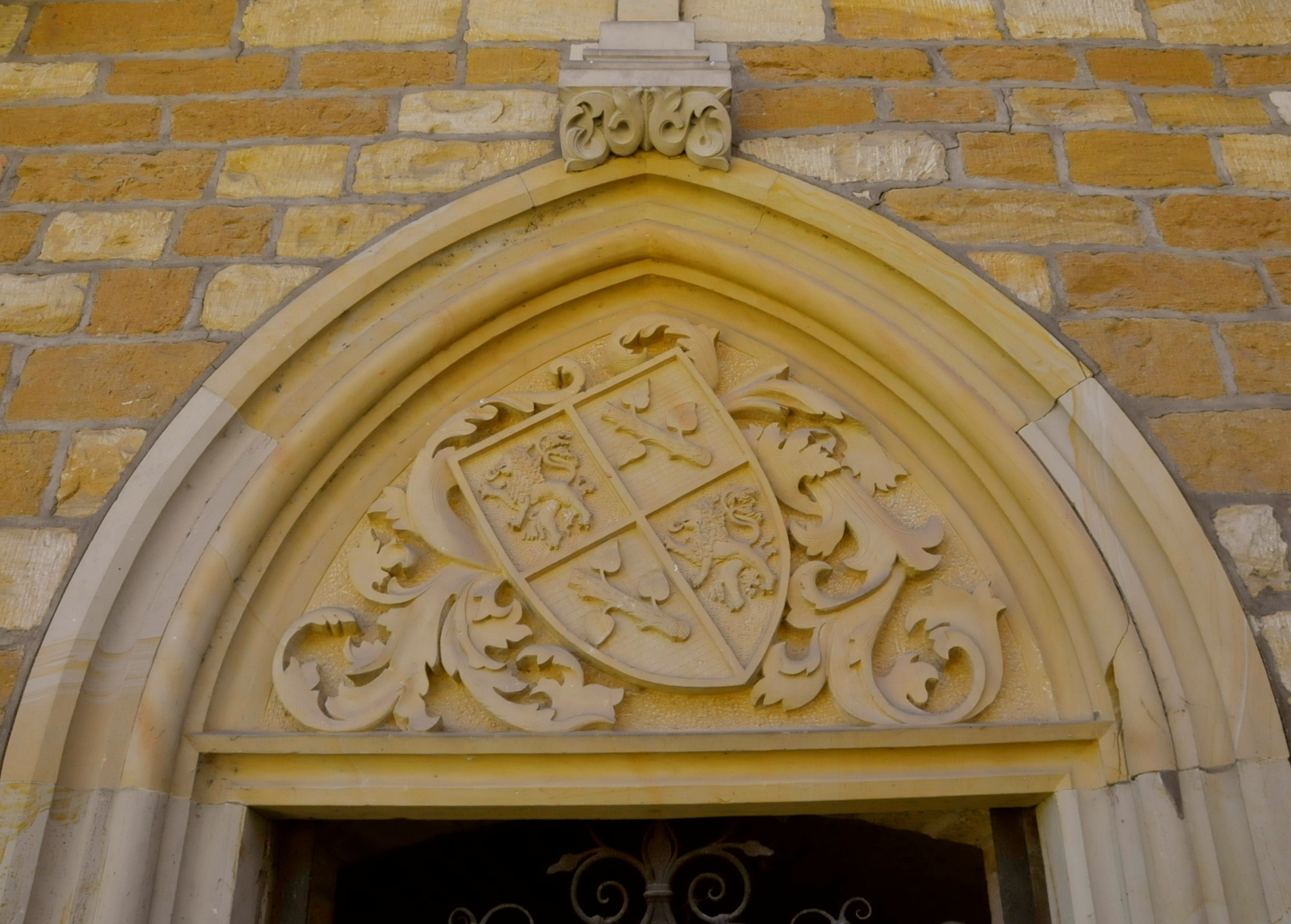
Wappen über der Werthern-Gruft der Klosterkirche St. Laurentius (Donndorf)
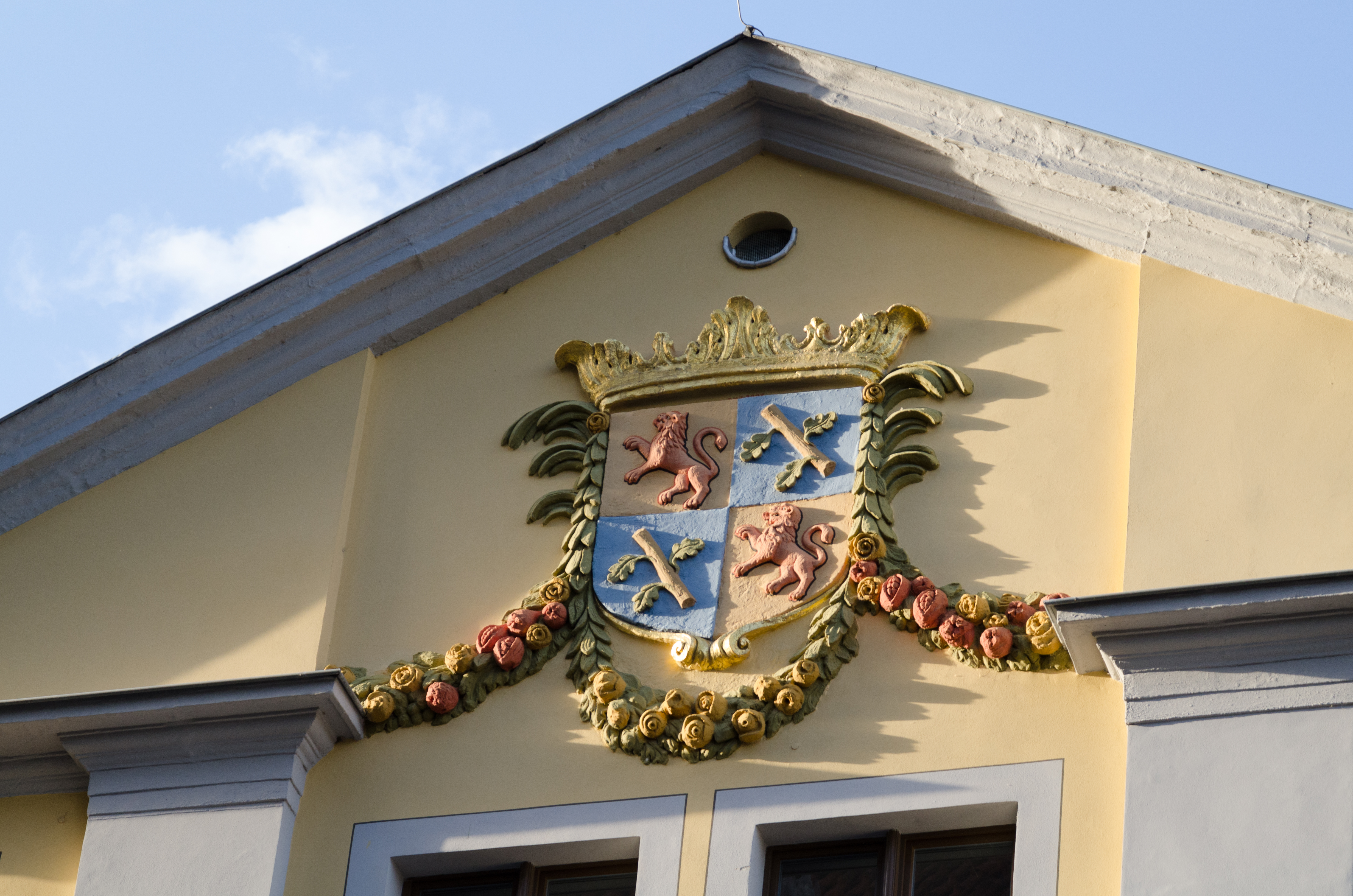
Wappenschild an der Dompropstei (Domplatz 3) in Naumburg
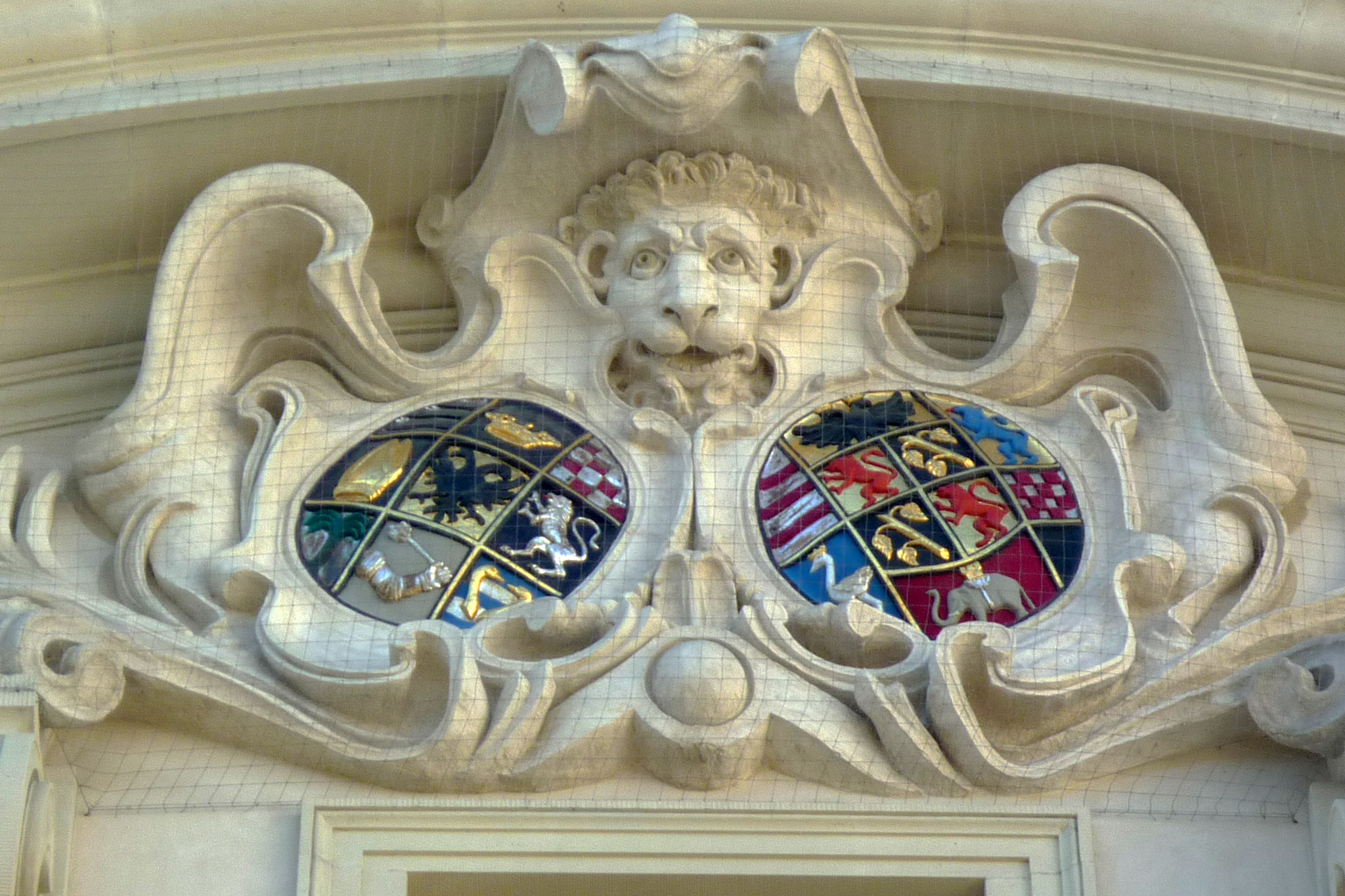
Allianzwappen von Hoym/von Werthern am Palais Beichlingen in Dresden
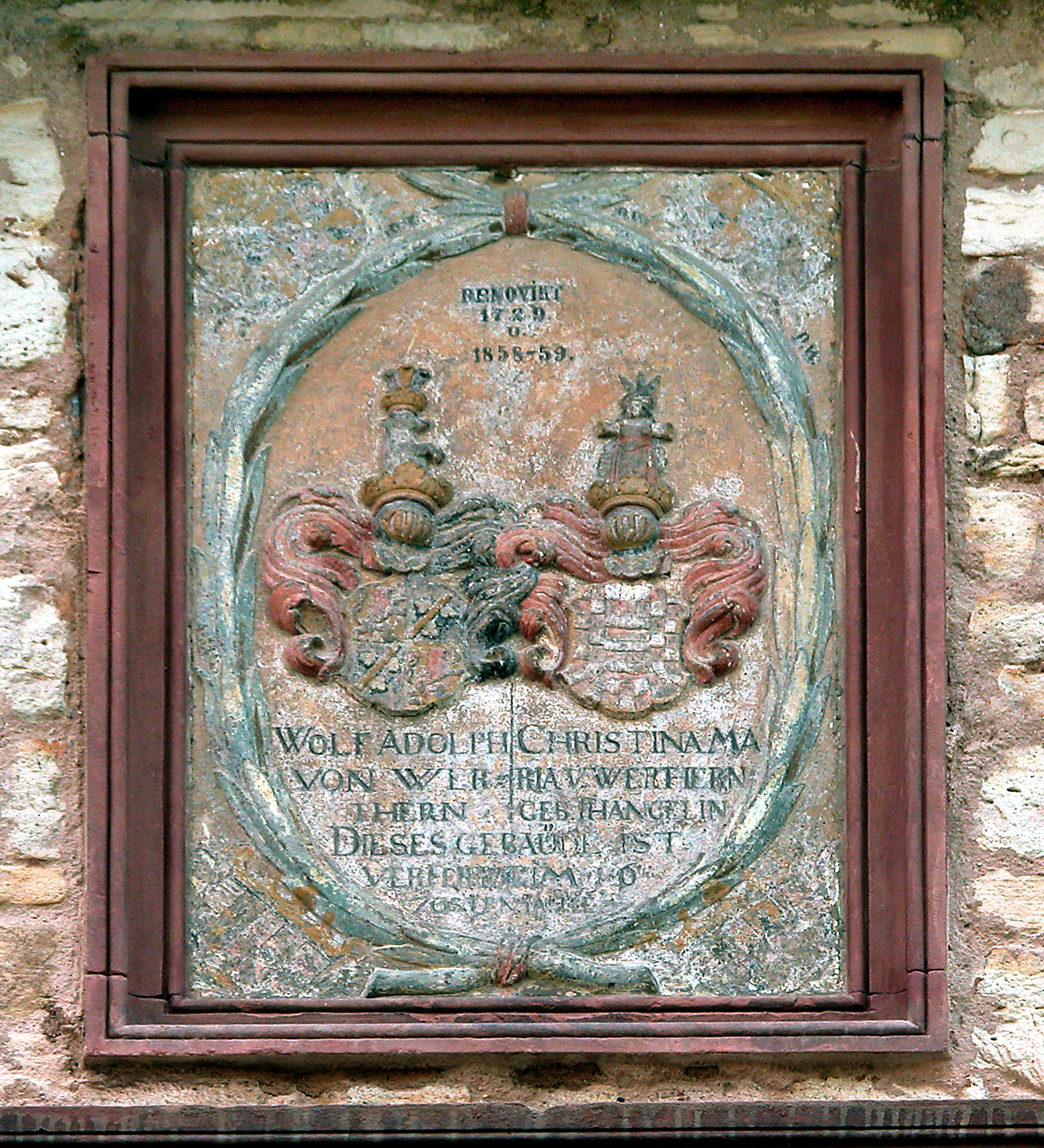
Allianzwappen Tangel/von Werthern am Schloss Wiehe
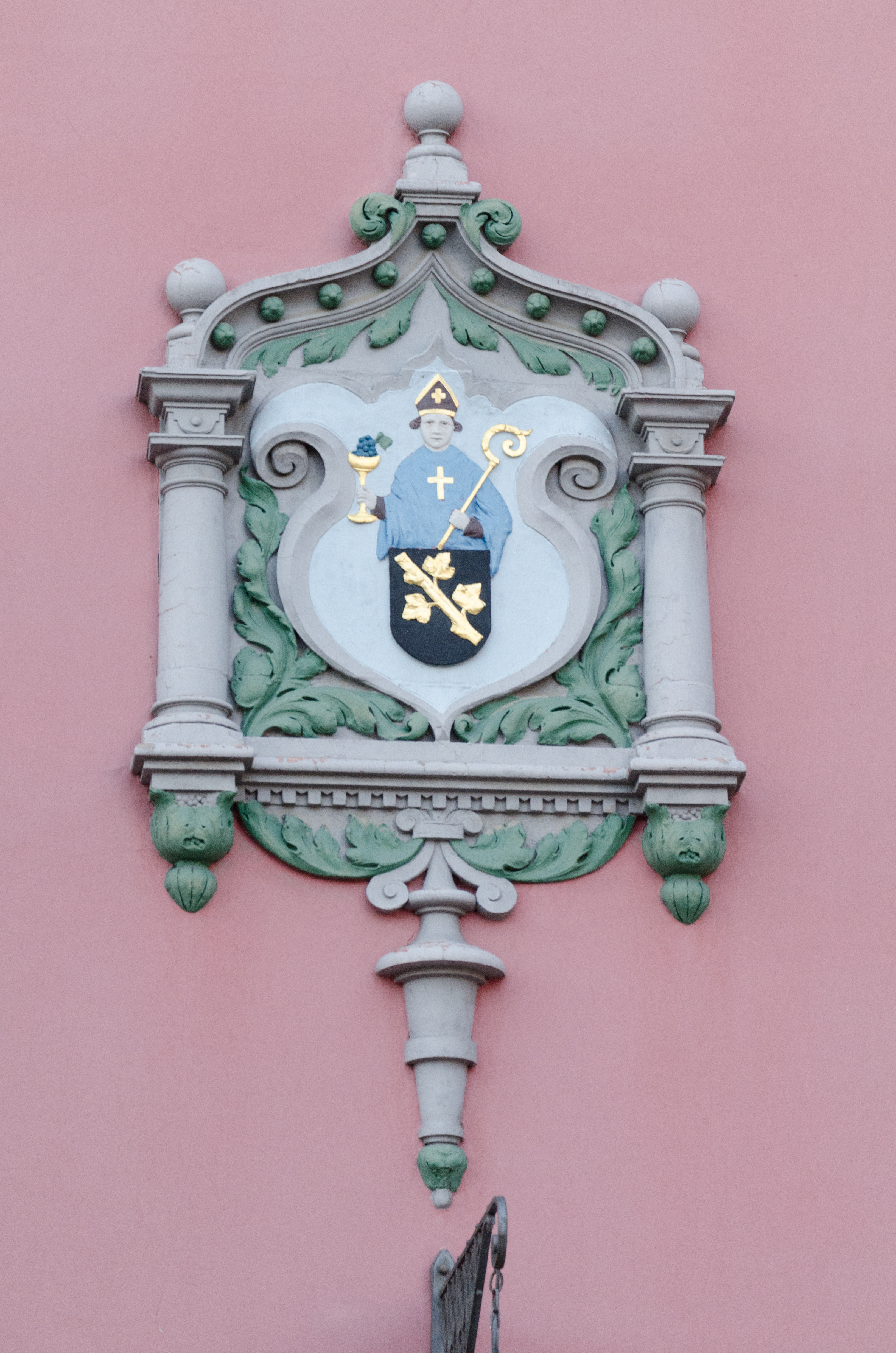
Stadtwappen der Stadt Kölleda am Rathaus
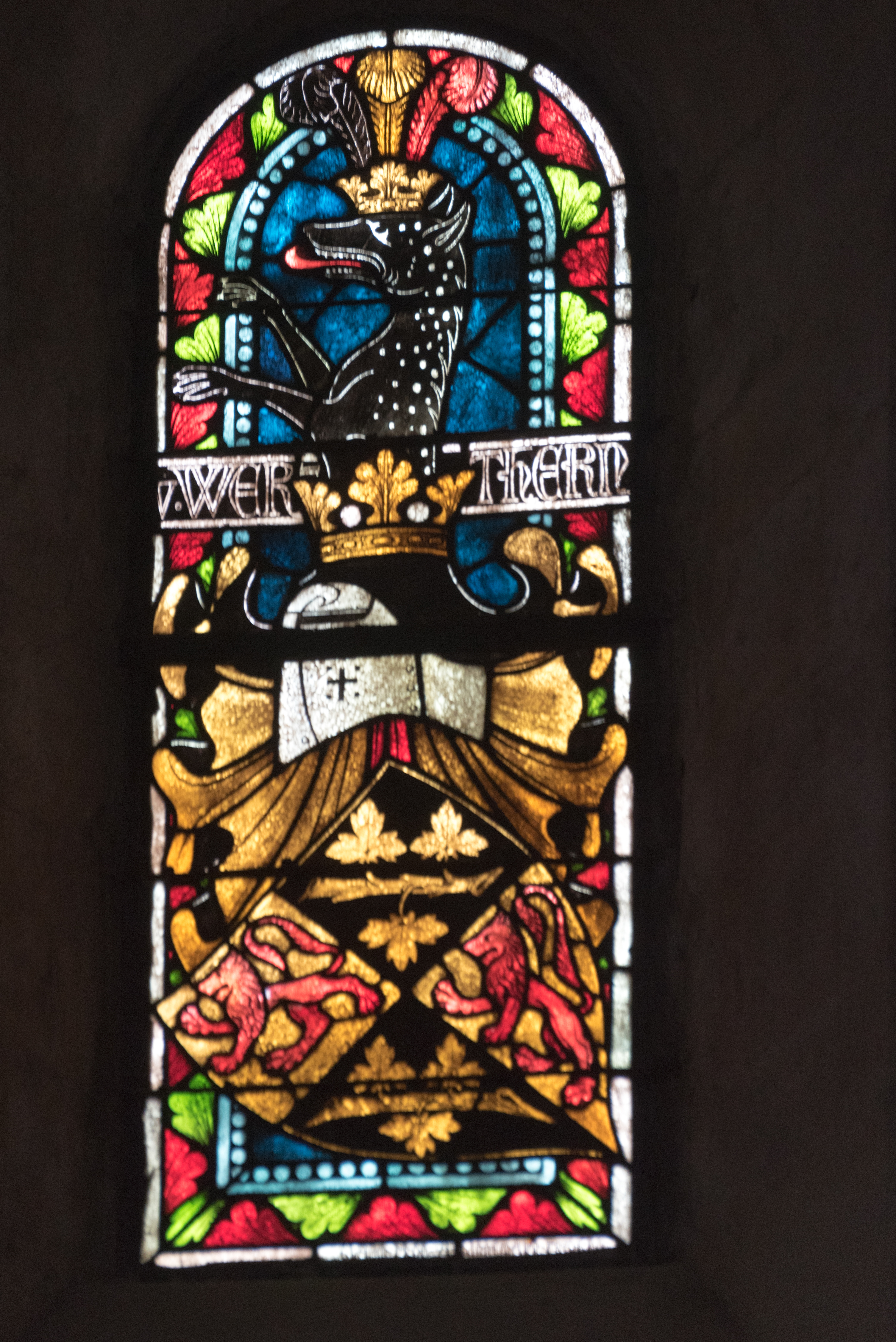
Glasfenster im Seitenschiff des Naumburger Domes

### Ortswappen in Verbindung mit der Familie von Werthern
Einige regionale Orts- und Gemeindewappen in den ehemaligen Stammlanden um die Hohe Schrecke im Nord-Osten Thüringens lassen heute noch durch ihre Komposition den einstigen Besitz oder Einfluss der von Werthern erkennen.

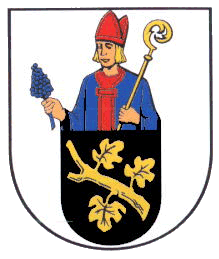
Wappen der Stadt Kölleda
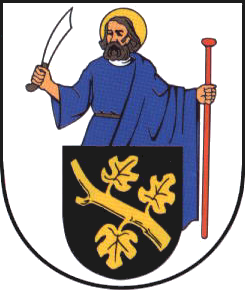
Wappen der ehemaligen Stadt Wiehe
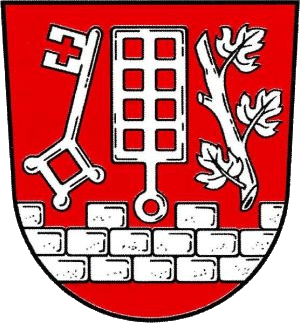
Wappen von Großmonra
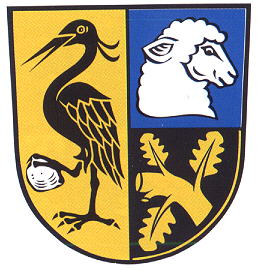
Wappen von Bachra
Wappen von Kleinwerther
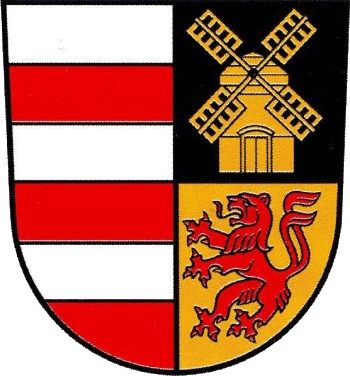
Wappen von Beichlingen

## Persönlichkeiten

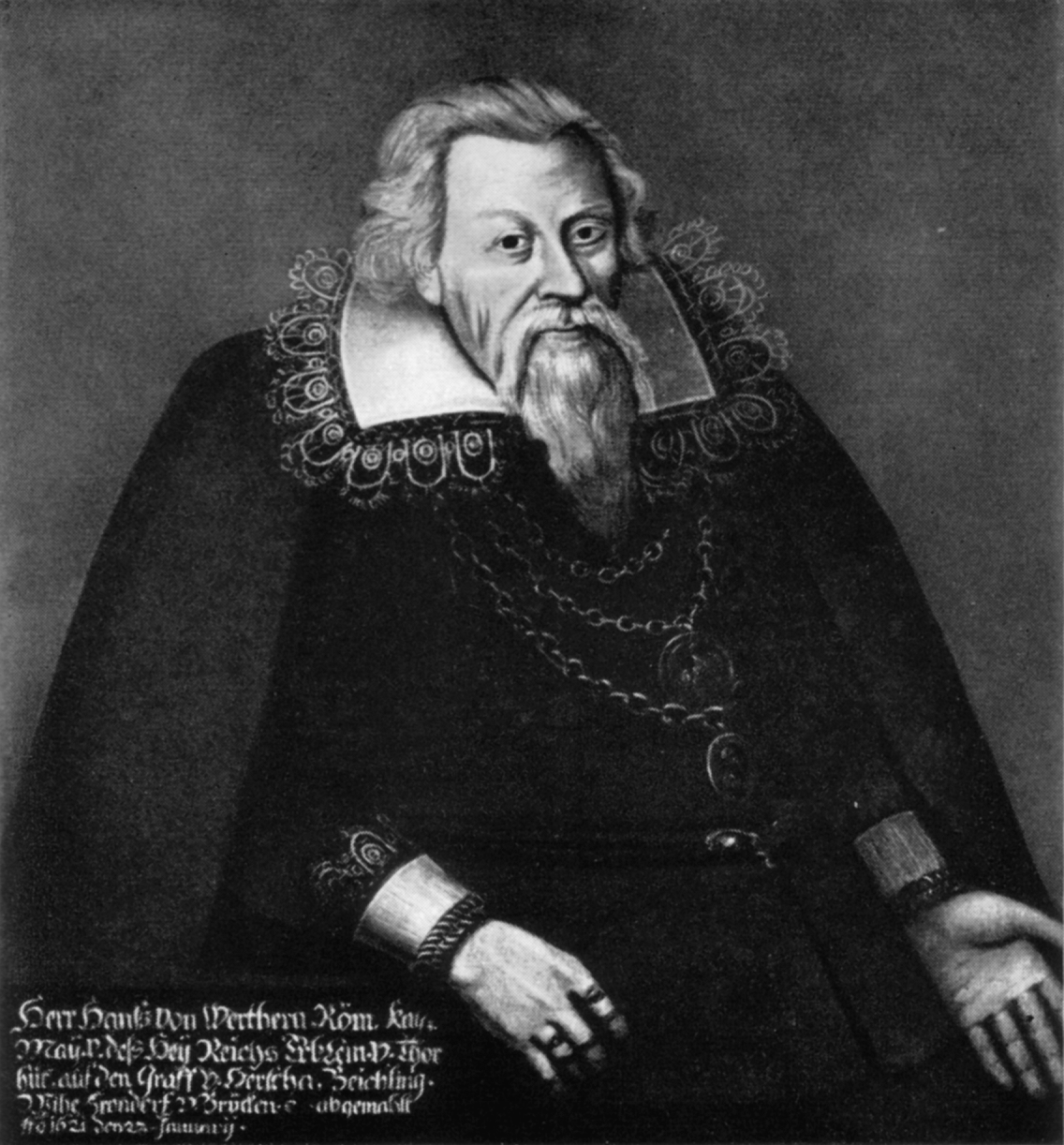
Hans (Johann IX.) von Werthern „der alte Hans“ (1555–1633)
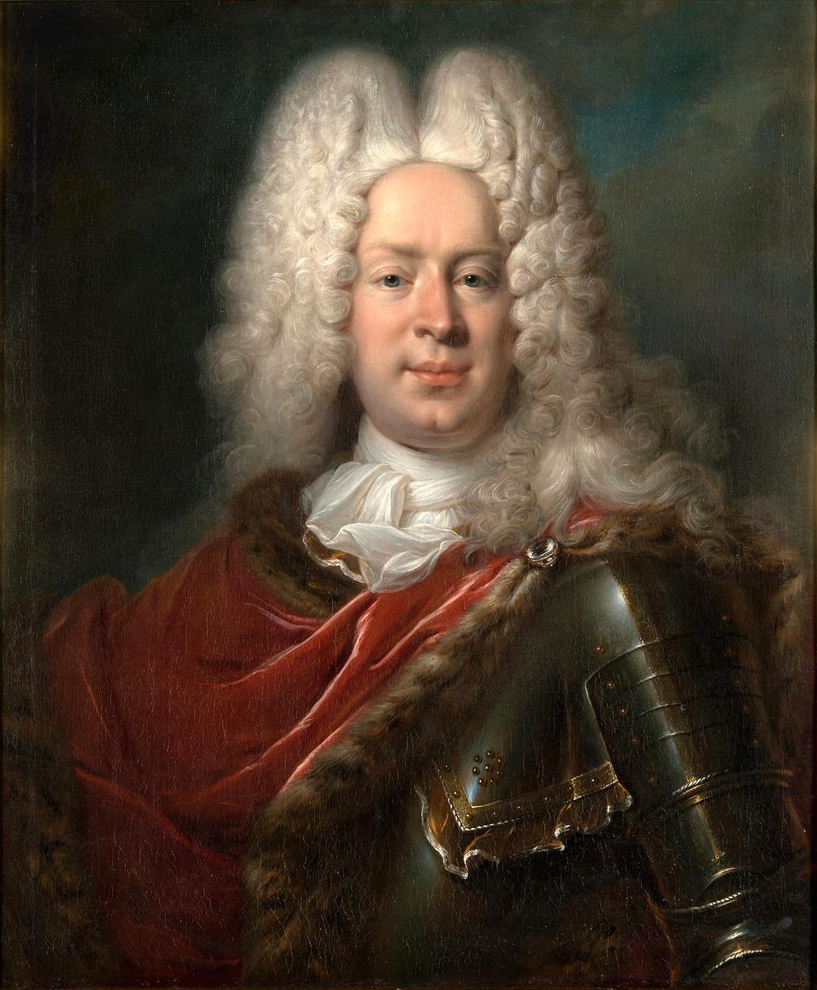
Georg Graf von Werthern (1663–1721), Minister
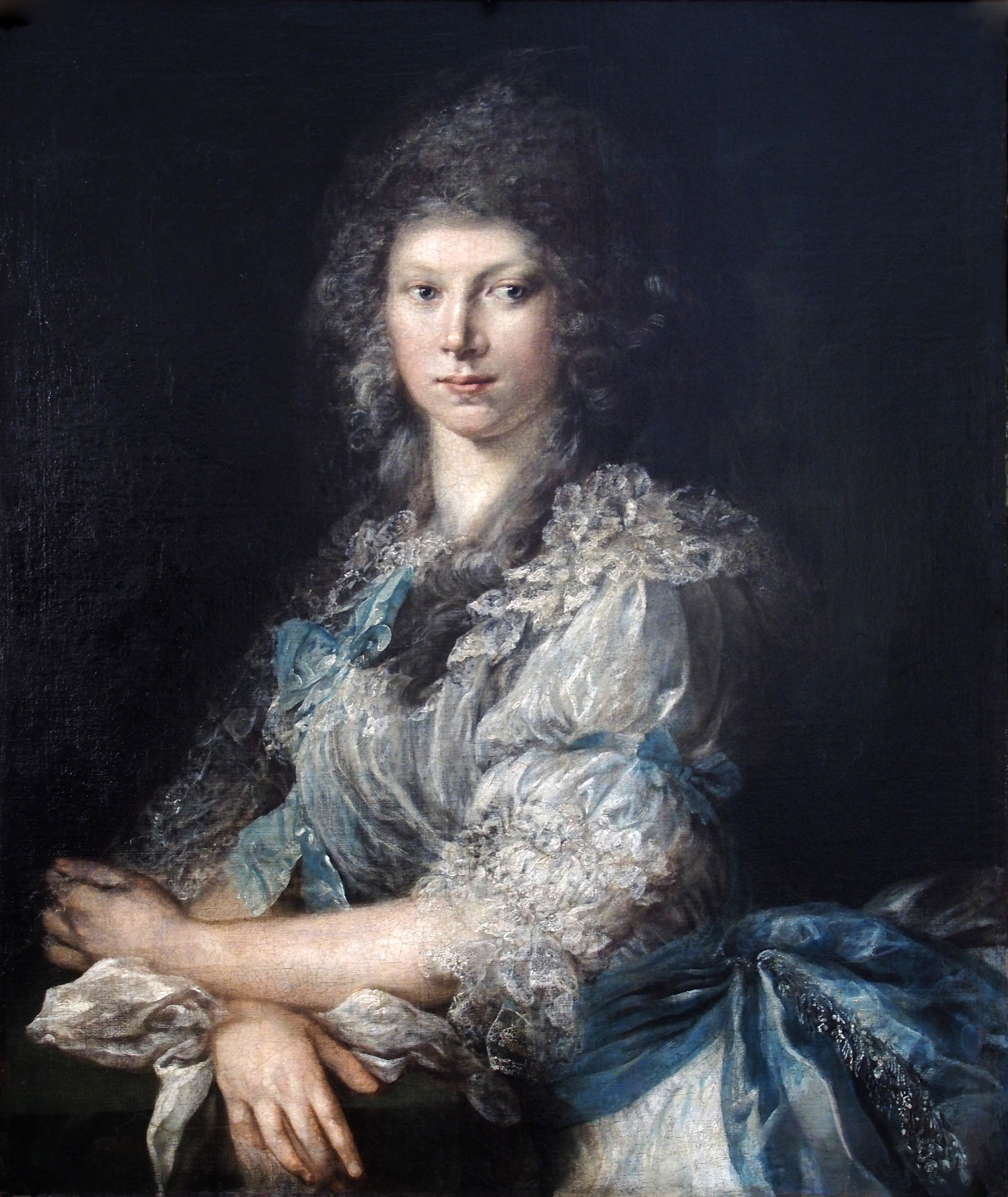
Luise Juliane Cecilie Freifrau von Werthern (1773–1831), Mutter von Ottobald von Werthern
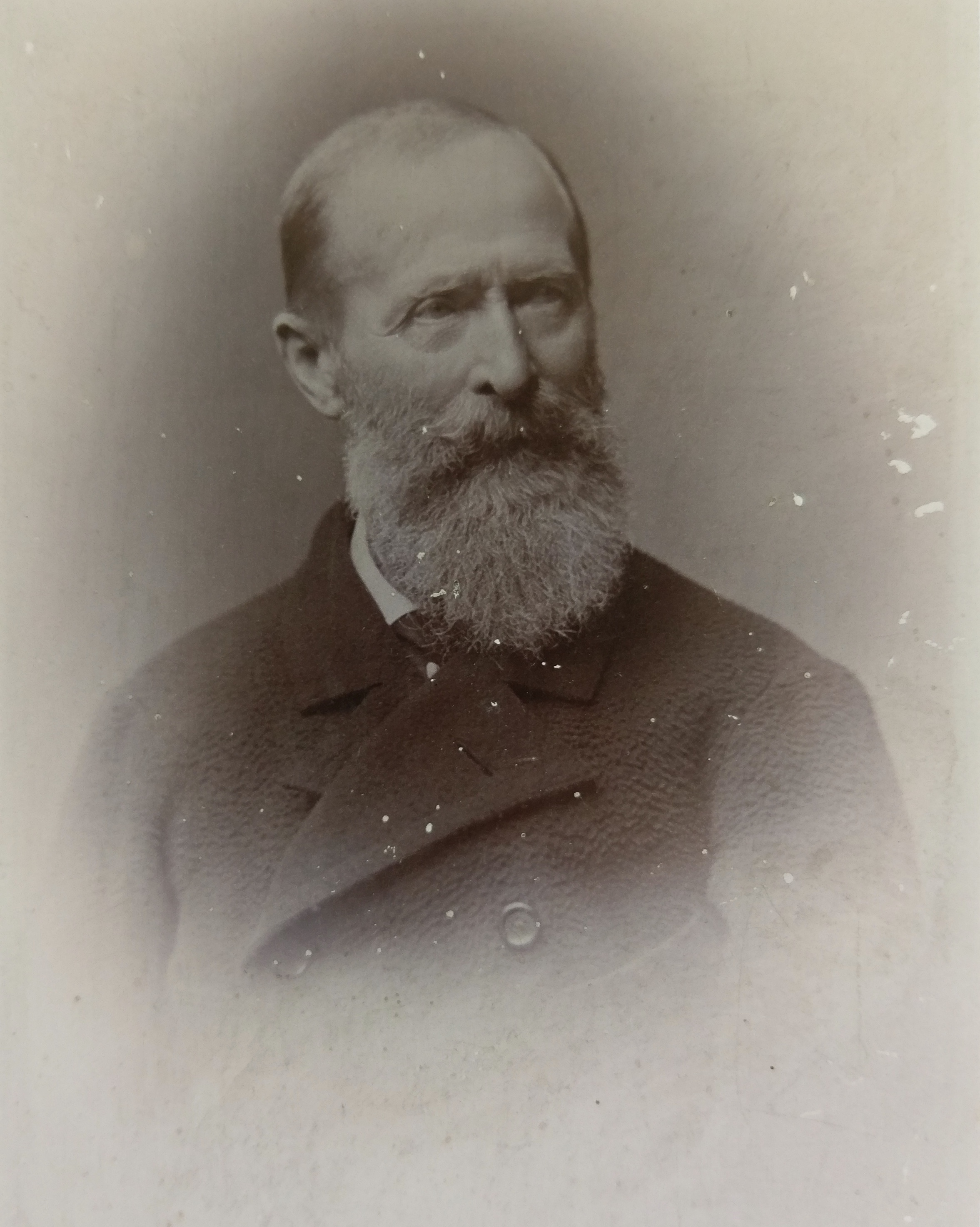
Georg Graf von Werthern-Beichlingen (1816–1895), Diplomat
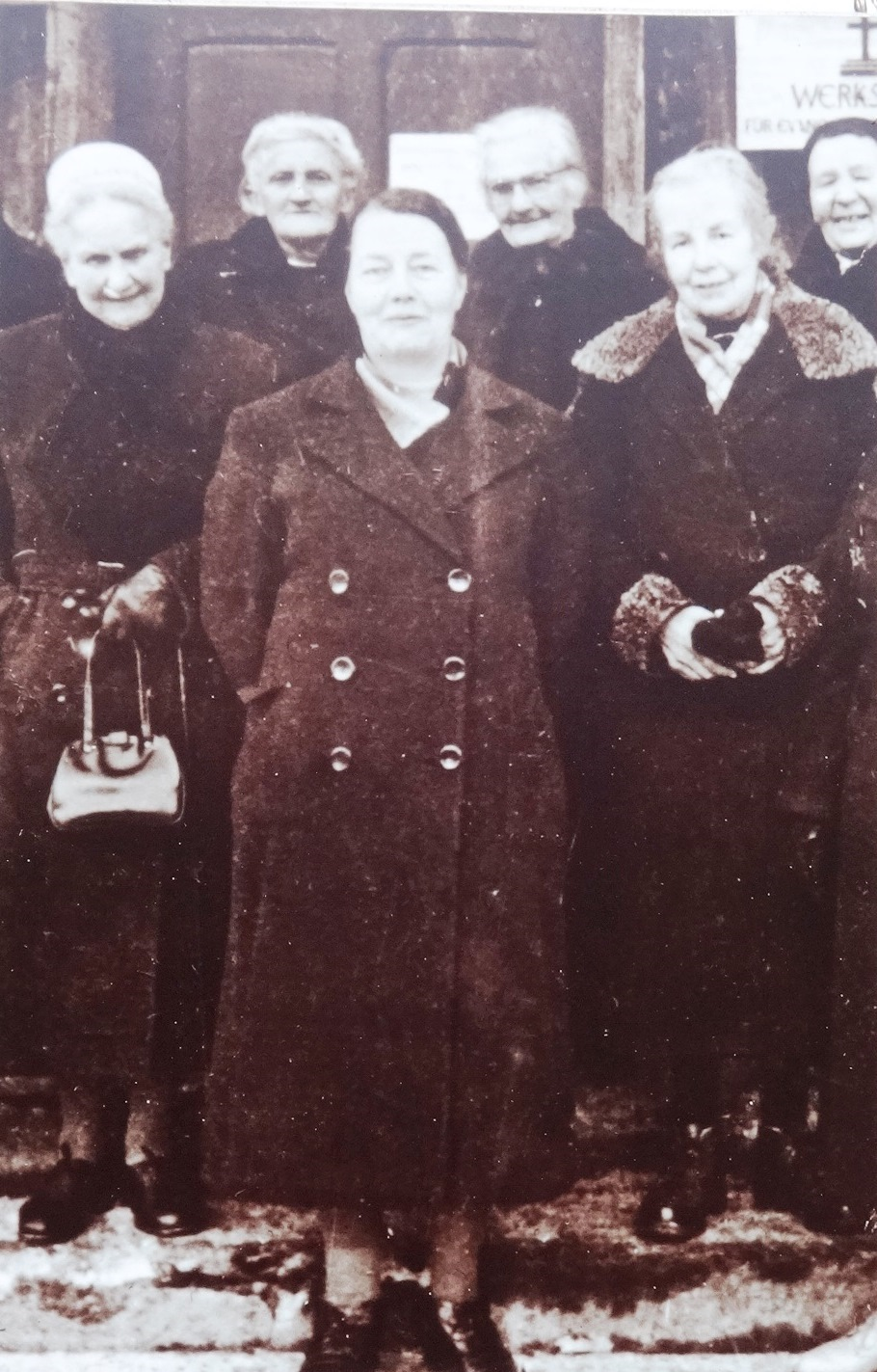
Ingeborg-Maria Freiin von Werthern (1913–1996), (Bildmitte) mit Stiftsdamen
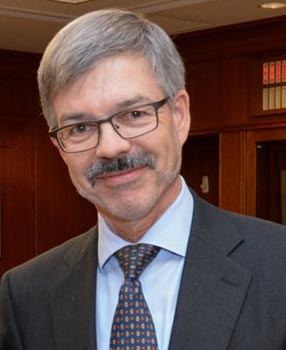
Hans Carl von Werthern, Diplomat

- Alfred von Werthern (1842–1908), preußischer Generalmajor
- Anthonius von Werthern († 1513), Rat der Grafen zu Stolberg, Hofmarschall und Rat des Kurfürsten von Brandenburg und des Erzbischofs von Magdeburg
- Dietrich von Werthern, auch von Wert(h)erde; (* um 1400; † 1470), Herr auf Wiehe
- Dietrich von Werthern, auch Dietrich Werther oder Dietrich von Wert(h)erde; (* um 1410; † 1482), seit 1462 Kanzler der regierenden Grafen zu Stolberg
- Dietrich von Werthern (1468–1536), Ordenskanzler des Deutschen Ordens beim Hochmeister in Ostpreußen, Rat des Herzogs Georg von Sachsen
- Dietrich von Werthern (der Aufklärende) (1613–1658), kursächsischer Appellationsrat, Kammerpräsident, Geheimer Rat und ab 1655 Obersteuereinnehmer
- Elisabeth Gräfin von Werthern, geb. Gräfin von Wedel (1916–2009), von 1951 bis 1984 Geschäftsführerin der Deutschen Parlamentarischen Gesellschaft
- Ernst von Werthern (1841–1916), Landrat und Rittergutsbesitzer
- Friedrich von Werthern (1630–1686), Geheimrat, Oberhofrichter und Oberhauptmann des Thüringischen Kreises
- Friedrich von Werthern (1804–1864), preußischer Verwaltungsbeamter und Sachsen-Meininger Politiker
- Georg von Werthern (Staatsmann) (1581–1636), kursächsischer Staatsmann, Gesandter, Oberlandeshauptmann und Stifter der letzten Beichlingen'schen Linie
- Georg von Werthern (1625–1671), Errichter einer Schule im Kloster Donndorf in Thüringen; Reichs-Erbkammertürhüter[5]
- Georg Graf von Werthern (1663–1721), kursächsischer Gesandter und Kanzler
- Georg d. J. Graf von Werthern (1700–1768), kursächsischer Kammerherr, weimarischer Geheimrat
- Georg Graf von Werthern-Beichlingen (1816–1895), Diplomat, Gesandter und Minister Preußens in Bayern 1867–1888
- Hans von Werthern (1443–1533), Geheimer Rat und Amtmann, erbte Schloss Wiehe, erwarb die Herrschaften Brücken (Helme) und Frohndorf sowie die Grafschaft Beichlingen, Stammvater aller noch blühenden Linien des Geschlechts
- Hans von Werthern (1626–1693), kursächsischer Kammerherr und Inspektor der Landesschule Pforta
- Hans Carl von Werthern (* 1953), Diplomat und von 2014 bis 2019 Botschafter in Japan
- Heinrich von Werthern (1838–1879), preußischer Verwaltungsbeamter
- Ingeborg-Maria von Werthern (1913–1996), Äbtissin des evangelischen Damenstifts Kloster Stift zum Heiligengrabe (1952–1995)
- Jacob Friedemann Graf von Werthern (1739–1806) kursächsischer Diplomat
- Johann Friedrich von Werthern (1665–1729), Domherr und Kreishauptmann des Thüringischen Kreises
- Johann Georg Heinrich Graf von Werthern (1735–1790), preußischer Geheimer Staatsminister und Grand Maitre de la Garderobe
- Johanna Luise von Werthern (1752–1811; geborene Freiin vom und zum Stein), Ehefrau von Jacob Friedemann von Werthern
- Karl Aemilius von Werthern (1774–1829), Jurist und Staatsmann; Konsistorialdirektor, Oberhofrichter (1809), ab 1813 Präsident des Polizeiamtes und Kriminalgerichts, königlich-sächsischer Kanzler (1817), Konferenzminister (1829)
- Ottobald von Werthern (1794–1878), preußischer Gutsbesitzer und Politiker, seit 1840 Graf und Herr von Werthern-Beichlingen
- Thilo von Werthern (1818–1888), Grundbesitzer, Mitglied des Preußischen Herrenhaus
- Thilo von Werthern-Michels (1878–1962), Verwaltungsjurist
- Georg-Thilo von Werthern (1892–1961), dt. General[6]